# Dario Argento
Dario Argento (Roma, 7 de septiembre de 1940) es un director, productor, editor y guionista de cine italiano. Con una trayectoria de más de cincuenta años, su obra se desenvuelve principalmente en los géneros del giallo y el terror sobrenatural, y a menudo es reconocido como el «maestro del terror italiano» y como el responsable de popularizar el giallo a nivel internacional. Debido a su contenido violento, muchos de sus filmes han sido objeto de censura o prohibidos en algunos países.
Hijo de un productor cinematográfico y de una fotógrafa profesional, estuvo vinculado a las artes desde su niñez. A comienzos de su carrera se desempeñó como redactor en diversos diarios, y más adelante trabajó como guionista para cineastas como Sergio Leone, Tonino Cervi, Alfio Caltabiano y Armando Crispino, en géneros como el wéstern, el cine erótico y el cine bélico. De este periodo en particular destaca su colaboración con Leone en el filme C'era una volta il West (1968).
Debutó como director de largometrajes en 1970 con la película El pájaro de las plumas de cristal, la cual conformó, junto con los filmes de 1971 El gato de las nueve colas y 4 mosche di velluto grigio, la que es conocida como su «trilogía animal». Con Profondo rosso (1975) logró reconocimiento de la crítica en otros países de Europa y en los Estados Unidos.
En 1977 dirigió Suspiria, una de sus películas más reconocidas y valoradas, y la primera entrega de la «trilogía de las tres madres», continuada en Inferno (1980) y concluida con La terza madre (2007). En estos filmes abandonó el giallo para acoger el terror sobrenatural, elemento que está presente en otras de sus obras como Phenomena (1985) y El fantasma de la ópera (1998). Tras dirigir cintas bien recibidas por la crítica especializada como Tenebrae (1982), Opera (1987) y El síndrome de Stendhal (1996), en las décadas de 2000 y 2010 sus películas no lograron la misma acogida, por lo que esta etapa es reconocida como su declive comercial y artístico.
En su faceta como productor y editor, ha colaborado con cineastas como George A. Romero, Lamberto Bava, Michele Soavi y Sergio Stivaletti. De su trabajo para televisión destacan series como La porta sul buio, Gli incubi di Dario Argento y Masters of Horror, en las que se desempeñó como productor, guionista o director. Como actor registró pequeñas apariciones en películas italianas y estadounidenses, hasta que en 2021 fue invitado por Gaspar Noé para protagonizar su largometraje Vortex.
Entre sus colaboradores habituales destacan su expareja Daria Nicolodi y su hija Asia —quienes actuaron en varios de sus filmes—, su padre Salvatore y su hermano Claudio —productores parciales de su filmografía—, y la banda de rock progresivo Gobiln, encargada de aportar la banda sonora en sus películas más reconocidas. Realizadores como John Carpenter, Quentin Tarantino, Guillermo del Toro y Eli Roth han manifestado su admiración por la obra de Argento, la cual ha sido incluida en listas de mejores películas de terror de la historia en variedad de revistas y sitios web. Asimismo, su extensa carrera ha servido como referencia para la publicación de diversos documentales y libros biográficos, y le ha valido reconocimientos en eventos como los premios Edgar, David de Donatello, Flaiano y Globo d' Oro.

## Primeros años
Argento nació en Roma el 7 de septiembre de 1940, hijo del crítico y productor cinematográfico Salvatore Argento y de la fotógrafa y modelo brasileña Elda Luxardo. Su madre administraba el estudio fotográfico Luxardo, fundado por Alfredo y Margherita, los abuelos maternos de Dario. En su autobiografía Paura, Argento recordó dicho lugar: «En los años 1930 y 1940, los famosos del teatro y del cine, los campeones deportivos, los intelectuales, los artistas y las modelos competían por fotografiarse con nosotros: tener un retrato hecho por el estudio Luxardo era sinónimo de excelencia».

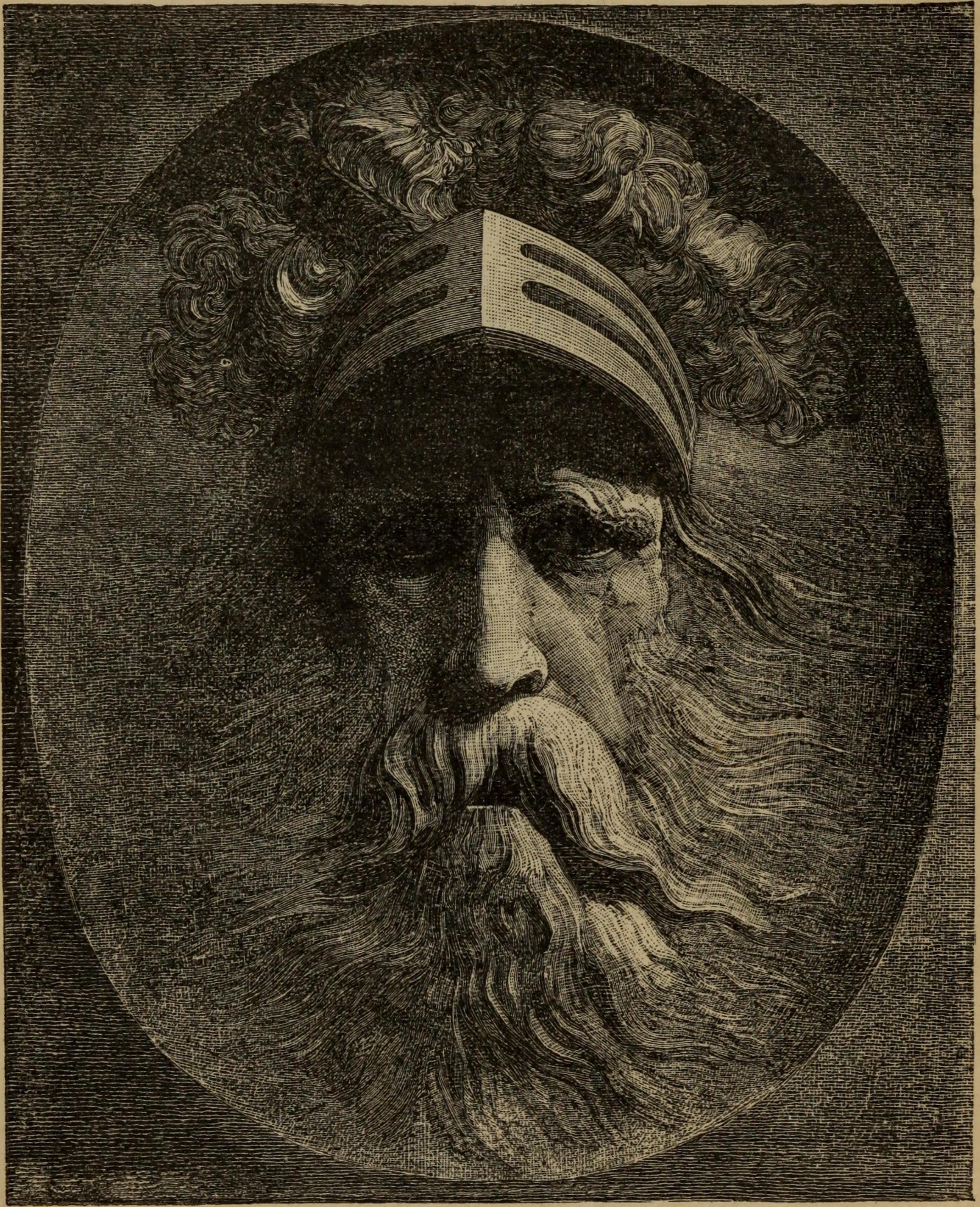
Luego de presenciar la aparición de El fantasma del padre de Hamlet en un teatro, Argento desarrolló una fascinación por el terror y el suspenso.

Su primer acercamiento al arte dramático ocurrió cuando tenía cuatro años: sus padres lo llevaron a un teatro en Roma en el que se presentaba la obra Hamlet. Según relata en su libro, al momento de hacer aparición el fantasma del padre de Hamlet, se asustó tanto que empezó a sufrir convulsiones. Este hecho fue clave en su posterior afición por el terror y el suspenso: «Mis padres, un poco inconscientes, no podían imaginar cuán en profundidad me marcaría aquella ligereza [...] Aquel día nacieron muchas fascinaciones. Nadie lo sabía, ni siquiera yo era consciente, pero una semilla había sido sembrada».
En su infancia desarrolló un gusto por la lectura, aunque lo hacía a escondidas porque, según él, en esa época leer se consideraba «un pasatiempo femenino o algo para presumidos». En su casa solía haber muchos libros, aunque recurría principalmente a las novelas de aventuras. La primera película de terror que vio fue El fantasma de la ópera (1943) de Arthur Lubin, una experiencia que le dio «acceso a un universo del que nadie [le] había hablado y del que no sospechaba su existencia. Un universo habitado por personas desfiguradas, monstruos y asesinos que vivían amores imposibles». La colección de relatos Tales of the Grotesque and Arabesque del escritor estadounidense Edgar Allan Poe tuvo una fuerte influencia en el estilo que adoptó posteriormente como cineasta y guionista.
Luego de trabajar en una imprenta durante algunos meses, abandonó el hogar paterno y la escuela secundaria a los dieciséis años para trasladarse a París, donde desempeñó algunos oficios menores antes de regresar a Roma. Gracias a la recomendación de su padre, a los diecisiete años empezó a trabajar para el diario l'Araldo dello Spettacolo, un medio especializado en cine, música y teatro en el cual escribía reseñas sobre películas. Por esa misma época se convirtió en redactor del diario de entretenimiento Paese Sera, para el que realizaba un boletín semanal sobre estadísticas de asistencia, cifras de taquilla y otros aspectos del negocio cinematográfico en Italia. Con el tiempo empezó a ganar estatus en el periódico, e incluso tuvo la oportunidad de entrevistar a personalidades como John Houston, Fritz Lang, Pietro Germi, John Wayne y The Beatles. Con el objetivo de iniciar una carrera como cineasta, presentó un examen de admisión en el Centro Experimental de Cine de Roma, pero su aplicación fue rechazada. Argento reconoció en su biografía que este hecho se convirtió en una oportunidad para él, pues sus películas «habrían sido demasiado fieles a un determinado formalismo» de haber sido aceptado en dicha institución.

## Carrera

### 1966-1970: inicios como guionista yEl pájaro de las plumas de cristal
Cuando su trabajo en Paese Sera le permitía tiempo libre, Argento redactaba historias con la esperanza de adaptarlas a la gran pantalla. Gracias a la intervención de su padre tuvo la oportunidad de asistir a varias sesiones de trabajo del guionista Sergio Amidei, las cuales consideró como «un tremendo campo de entrenamiento». En 1966 empezó a coescribir guiones de películas en diversos géneros como Scusi, lei è favorevole o contrario? de Alberto Sordi, Qualcuno ha tradito de Francesco Prosperi, Probabilità zero de Maurizio Lucidi, Ojo por ojo de Tonino Cervi, Comandamenti per un gangster de Alfio Caltabiano, Commandos de Armando Crispino y La rivoluzione sessuale de Riccardo Ghione. Tras el estreno de Il buono, il brutto, il cattivo (1966), el cineasta Sergio Leone se puso en contacto con él y con Bernardo Bertolucci para que lo ayudaran a desarrollar la trama de su siguiente película. Ambos trabajaron durante seis meses para crear la historia de C'era una volta il West, filme estrenado en 1968 y protagonizado por Charles Bronson y Claudia Cardinale.
Luego de participar en la redacción de los guiones de Una cuerda, un colt de Robert Hossein y Metti, una sera a cena de Giuseppe Patroni Griffi (ambas de 1969), empezó a escribir la historia de su película debut El pájaro de las plumas de cristal, basado en una pesadilla que tuvo durante unas vacaciones en Túnez y en la novela La caza del asesino de Fredric Brown. De esta forma desarrolló la trama de un escritor estadounidense que presencia el intento de asesinato de una mujer durante su estadía en Italia y decide iniciar una investigación por su propia cuenta para descubrir al homicida. Tras presentar sin éxito el libreto a ejecutivos de Euro International Film, Argento pidió ayuda a su padre, quien decidió crear la productora anónima Seda Spettacoli para cubrir parte de los gastos de realización. La empresa de producción Titanus, propiedad de Goffredo Lombardo, se encargó de aportar el dinero restante. El rodaje comenzó en agosto de 1969 en Roma y se extendió durante seis semanas, con Tony Musante, Suzy Kendall y Eva Renzi en los papeles principales y con la participación del editor Franco Fraticelli, del director de fotografía Vittorio Storaro y del compositor Ennio Morricone.
Aunque durante la grabación se presentaron algunos inconvenientes —como la desconfianza de Lombardo ante la inexperiencia de Argento y los constantes roces del director con Musante—, el filme se estrenó en febrero de 1970 ante una gélida recepción en Milán y Turín. Sin embargo, gracias al boca a boca logró mayor repercusión en otras ciudades como Nápoles y Florencia. A mediados de ese año, la compañía Universal Marion Corporation adquirió los derechos de distribución y la estrenó en los Estados Unidos el 12 de junio, donde alcanzó buenos números de taquilla. Para Marjorie Baumgarten del diario Austin Chronicle, El pájaro de las plumas de cristal es la cinta que lanzó la carrera de Argento como referente del cine de terror, y para David Thompson de la revista Time Out, es «un thriller de construcción rigurosa con una tensión bien sostenida gracias a la ayuda de la elegante fotografía de Vittorio Storaro y la música de Morricone». Roger Ebert afirmó en una reseña retrospectiva: «[la película] fue anunciada como un thriller, y es bastante buena. Pero sus sustos están a un nivel mucho más básico que en, digamos, un filme de suspenso de [Alfred] Hitchcock. Funciona principalmente explotando nuestro temor a la oscuridad».

### 1971:El gato de las nueve colasy4 mosche di velluto grigio
Gracias a la buena acogida de El pájaro de las plumas de cristal en los Estados Unidos, la compañía National General Pictures mostró interés en producir una nueva película de Argento, quien empezó a trabajar en El gato de las nueve colas —título inspirado en la novela El gato de muchas colas de Ellery Queen— con la colaboración de los guionistas Dardano Sacchetti y Luigi Collo; el resultado fue la historia de un hombre ciego que empieza a investigar una serie de asesinatos con la ayuda de una periodista. Salvatore Argento viajó a los Estados Unidos y escogió a los actores James Franciscus, Catherine Spaak y Karl Malden para representar los papeles principales. Nuevamente Ennio Morricone se encargó de aportar la música y Franco Fraticelli se hizo cargo de las labores de edición. Rodada entre septiembre y octubre de 1970 en locaciones de Turín, Berlín y Roma, El gato de las nueve colas se estrenó en Italia el 11 de febrero de 1971.
| «Al final del trabajo, mirando la copia final de la película, me di cuenta de que no estaba muy satisfecho con el resultado. Varias veces he dicho que El gato de las nueve colas es la película que menos me gusta de mi catálogo, y lo sigo pensando después de algún tiempo».—Argento sobre su filme El gato de las nueve colas (1971). |

Aunque superó en cifras de taquilla a su antecesora, Argento manifestó en su biografía que se trata de la película que menos le gusta de su catálogo: «Tal vez sea porque me esforcé mucho para que fuera diferente, o tal vez porque —aunque perseguía el noir francés como ideal—, el ambiente de la novela policíaca estadounidense se impuso en algún momento». Sin embargo, la destacó por ser la primera en presentar marcas distintivas en su filmografía como los planos detalle de los ojos, las llamadas telefónicas anónimas y los guantes negros usados por el homicida.
Para 4 mosche di velluto grigio, su siguiente filme, contó con la participación de los actores estadounidenses Michael Brandon y Mimsy Farmer, a quienes escogió luego de ver sus actuaciones en Amantes y otros extraños (1970) y More (1969), respectivamente. Con la asistencia de Luigi Cozzi y Mario Foglietti escribió la historia de un músico de rock que asesina a un hombre accidentalmente y que es atormentado por un testigo del crimen, y nuevamente escogió a Morricone para crear la banda sonora. Estrenada en diciembre de 1971 en Italia, la película recibió reseñas menos entusiastas en comparación a sus dos obras anteriores. Aunque elogió su «sorprendente e imaginativa fotografía en color», Howard Thompson de The New York Times la calificó de descabellada y se refirió al guion como banal. Roger Ebert declaró que, a pesar de tener algunos momentos inquietantes, su conclusión es «tan arbitraria que al final nos hace sentir engañados». 4 mosche di velluto grigio representó el cierre de la «trilogía animal», nombre que recibieron las primeras tres películas de Argento, las cuales son consideradas piezas importantes en la popularización del cine giallo a comienzos de la década de 1970.

### 1972-1975:La porta sul buio, Los cinco díasyProfondo rosso
Después de la grabación de 4 mosche di velluto grigio, el cineasta decidió tomar unas vacaciones debido a la agotadora experiencia que supuso el rodaje de sus primeras películas. En su biografía manifestó que incluso sopesó la idea de abandonar la dirección: «En menos de dos años había hecho tres películas; por un lado, mi imagen pública había crecido de forma desmesurada, por otro, mi existencia se había pulverizado. Si ser director significaba eso, estaba dispuesto a renunciar». Al finalizar su descanso, en 1972 le propuso a la cadena RAI la realización de cuatro cortometrajes para televisión, inspirados en la serie Alfred Hitchcock presenta. Envió los guiones a la compañía, pero debió modificar parte del contenido debido a la alta cuota de violencia presente en algunos de ellos. En el seriado, titulado La porta sul buio, dirigió el segundo episodio («Il tram») y codirigió el cuarto con Luigi Cozzi («Testimone oculare»), además de realizar una breve introducción al comienzo de cada capítulo. Según el director, esta experiencia en la televisión nacional aumentó aun más su popularidad en Italia.

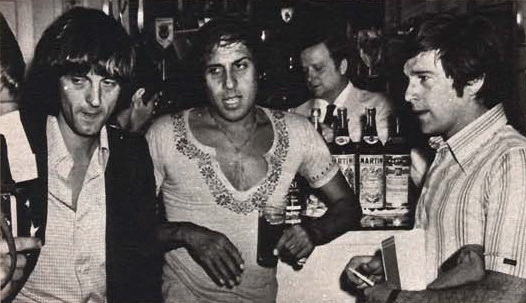
Argento, Adriano Celentano y Enzo Cerusico durante el rodaje de Los cinco días (1973).

Decidido a abandonar la dirección para dedicarse exclusivamente al desarrollo de guiones y a la producción cinematográfica, empezó a trabajar en una historia basada en las cinco jornadas de Milán, una revuelta organizada por el pueblo de la capital lombarda contra la ocupación austriaca en 1848. Titulada Los cinco días, la película iba a ser dirigida inicialmente por Nanni Loy, pero este decidió abandonar el proyecto poco después de su inicio. Al mismo tiempo se le ofreció el papel principal al actor Adriano Celentano, quien aceptó con la condición de que Argento se encargara de dirigir la cinta. La presión de Celentano y el consejo de su padre lo convencieron de descartar su idea de abandonar la dirección. Grabado principalmente en locaciones de Pavía y estrenado en diciembre de 1973 en Italia, el largometraje se convirtió en un fracaso de taquilla y tuvo una recepción crítica pobre. Además, es la única película de Argento hasta la fecha que se aleja de temáticas como el suspenso o el terror. En el portal Sentieri Selvaggi, Los cinco días es reconocida como «una obra anómala en la filmografía del director romano [en la que] decidió explotar la tendencia popular del siglo xix, en boga en ese momento».
Tras este fracaso, decidió volver a sus raíces y pidió colaboración al novelista Bernardino Zapponi para desarrollar la historia de un pianista británico que presencia el homicidio de una médium e investiga el hecho con la colaboración de una joven periodista. Inicialmente anunció que la película llevaría por título El tigre de dientes de sable, en consonancia con su reciente trilogía animal, pero finalmente decidió nombrarla Profondo rosso. Para el papel masculino pensó en Lino Capolicchio, pero a causa de un accidente de auto el actor italiano no pudo participar, por lo que David Hemmings resultó elegido para interpretar al pianista. Por su parte, Daria Nicolodi —quien inició una relación sentimental con el director durante el rodaje— se encargó de actuar en el papel de la periodista Gianna Brezzi.
El proceso de grabación se llevó a cabo en Turín, Roma y Perugia, y se extendió durante dieciséis semanas. La cinta fue estrenada en Milán y Roma el 7 de marzo de 1975, y llegó a los cines estadounidenses en junio del mismo año. Apreciada por la crítica y la audiencia en general, fue reconocida por Elaina Patton de la revista The New Yorker como «la obra maestra del giallo que afianzó la reputación [de Argento] como el cineasta más importante del terror italiano». Linda Gross del diario Los Angeles Times manifestó que el filme «provoca un suspenso insoportable, a pesar de dejarse llevar por las florituras sangrientas», y Keith Phipps del portal The A.V. Club destacó que exhibe «la valentía técnica y las tácticas de choque que hicieron famoso a Argento». El director quiso contar con la música de agrupaciones como Pink Floyd o Deep Purple para la banda sonora, pero al final se decidió por una joven banda de rock progresivo italiana llamada Goblin, con la que trabajaría en futuros proyectos.

### 1976-1979:Suspiriay primeros proyectos con George A. Romero
Luego de recibir la medalla de oro como mejor director en el Festival de Cine de Sitges en 1976 por su labor en Profondo rosso, Argento ideó la historia de su siguiente película tras leer la novela Mine-Haha del escritor alemán Frank Wedekind, en la que un grupo de jóvenes recibe un severo entrenamiento como preparación para la vida adulta. Inspirado en el personaje de la reina malvada de la película Blancanieves y los siete enanitos (1937), tuvo la idea de incluir en su historia a una bruja que dirige en secreto una academia de ballet para señoritas. Junto con su pareja Daria Nicolodi estudió textos sobre alquimia y esoterismo del siglo xix y comienzos del siglo xx, y recogió testimonios de personas que habían presenciado fenómenos paranormales en un lugar fronterizo entre Suiza, Francia y Alemania conocido como el «triángulo mágico».
Con parte del guion adelantado, encontró inspiración en el libro Suspiria de Profundis del autor británico Thomas de Quincey, el cual describe a tres malvadas mujeres conocidas como «las damas del dolor». De esta forma nació el concepto de «las tres madres», un triunvirato de hermanas con poderes sobrenaturales que pretenden sembrar el mal en el mundo. Aunque creó una leyenda en torno a ellas, inicialmente no tenía planeado realizar una trilogía contando la historia de cada una. En su libro aseguró:

Empezamos a pensar en estas mujeres nacidas de la imaginación de De Quincey, y en torno a la idea original Daria y yo construimos una leyenda [...] las tres madres habían sido tres hermanas diabólicas que en el siglo xi habían sentado las bases de la brujería: Mater Suspiriorum (la mayor), Mater Tenebrarum (la más bella) y Mater Lacrimarum (la más joven y cruel). Después de sembrar muerte y destrucción por todas partes, aumentando cada una sus propios poderes, se unieron con el objetivo de encontrar tres lugares donde pudieran residir para siempre y dominar al mundo desde allí.

Tras finalizar el relato de una joven estadounidense que se dirige a una academia de ballet en Friburgo dirigida en secreto por Mater Suspiriorium, se trasladó a Los Ángeles para seleccionar el reparto de su nuevo filme, el cual decidió titular Suspiria. Para el personaje principal escogió a Jessica Harper después de ver su actuación en El fantasma del paraíso de Brian De Palma (1974), y para el rol de Madame Blanchet, la vicerrectora de la academia, logró convencer a la experimentada actriz Joan Bennett. Una mujer de noventa y cuatro años llamada Lela Svasta, a quien Argento encontró en un hospicio cerca de Roma, encarnó a Mater Suspiriorium. El rodaje se llevó a cabo en locaciones de Múnich y en los estudios De Paoli en Roma; la fachada y el interior de la academia de baile se construyeron en el estudio con base en la arquitectura de la Casa de la Ballena de Friburgo, un edificio del siglo xvi donde habitaron personalidades como Maximiliano I de Habsburgo y Erasmo de Róterdam.

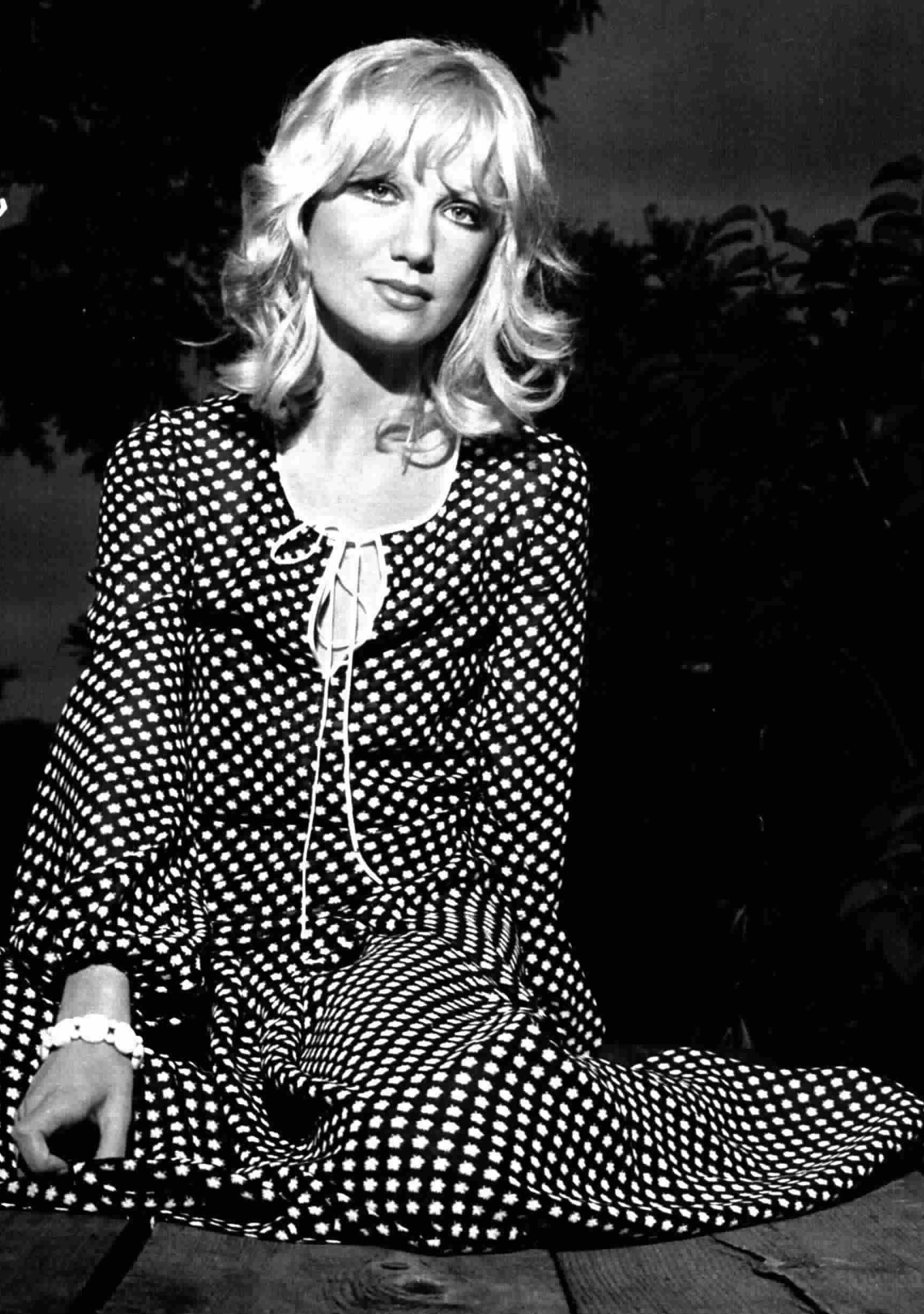
Daria Nicolodi (pareja de Argento en ese entonces) colaboró en la creación del guion, pero finalmente no actuó en Suspiria.

Suspiria se estrenó en Italia en febrero de 1977 y en los Estados Unidos en julio del mismo año, mediante la distribución de 20th Century Fox. La recepción inicial de la crítica no fue favorable: John Simon de la revista New York la definió como «una película donde nadie ni nada tiene sentido: ni un elemento de la trama, ni una reacción psicológica, ni un personaje menor, ni un trozo de diálogo, ni un ambiente», y Gene Siskel del diario Chicago Tribune se refirió a ella como una floja imitación de El exorcista (1973). Sin embargo, tuvo una buena recaudación de taquilla en los Estados Unidos y con el paso del tiempo empezó a ser mejor valorada por la crítica especializada y por la audiencia, al punto de ser reconocida como la obra maestra de Argento. Elementos como el uso del technicolor, los movimientos de cámara y la banda sonora de Goblin recibieron elogios.
En su libro, el director reconoció: «Dado el esfuerzo que puse en [Suspiria], estaba convencido de que era mi obra maestra, aunque ciertamente no podía imaginar la suerte que tendría esa pequeña historia sobre brujas. Me iba a permitir hablarle a mucha gente: un público tan grande como el que nunca había esperado alcanzar». Agobiado por las jornadas de grabación y por estar alejado de sus dos hijas Fiore y Asia, el cineasta confesó que, mientras estaba alojado en un hotel de Villa Borghese, contempló arrojarse por la ventana de su cuarto para terminar con su vida. Sin embargo, el éxito del filme a nivel internacional y su posterior reconciliación con Nicolodi, con quien había tenido problemas personales durante la etapa de producción, lo ayudaron a superar esta crisis.
Durante uno de sus viajes a Estados Unidos, el productor Richard P. Rubinstein le presentó a George A. Romero, reconocido principalmente por haber popularizado el cine de zombis con La noche de los muertos vivientes (1968). Con la idea de realizar una secuela de dicho filme, Romero escribió la historia de un grupo de personas que se refugian en un centro comercial en Filadelfia para escapar del ataque de una horda de muertos vivientes. Argento se encargó de la producción y distribución del filme en Europa, y recurrió nuevamente a Goblin para la composición de la banda sonora. Conocida en los Estados Unidos como Dawn of the Dead, en territorio europeo recibió el título de Zombi y fue estrenada en 1978, con algunas escenas de diálogo removidas por Argento para dar mayor énfasis a la acción y al terror. Michael Kennedy de la página Screen Rant aseguró en su reseña que la versión del italiano es la mejor «en términos de terror directo», ya que «renuncia a muchos de los aspectos más cómicos y satíricos». El mismo año editó para el mercado europeo la película Martin de Romero (distribuida con el título Wampyr), y de nuevo encargó la banda sonora a Goblin.

### 1980-1984:InfernoyTenebrae
Con el objetivo de desarrollar el guion de Inferno, segunda parte de la saga de las tres madres, se registró en un hotel de Nueva York con vista a Central Park. Al admirar uno de los lagos obtuvo inspiración para escribir una de las escenas más populares del filme: el asesinato de un anticuario por un enjambre de ratas a orillas de un desagüe. Centrada en la figura de Mater Tenebrarum, Inferno fue rodada en Roma y Nueva York y contó con la participación del cineasta Mario Bava en los efectos especiales y del músico de rock progresivo Keith Emerson en la banda sonora. Aquejado por una hepatitis, Argento debió delegar gran parte de la producción a Bava y a su hijo Lamberto, quien se desempeñaba hasta ese momento como asistente de dirección. Protagonizada por Irene Miracle, Leigh McCloskey y Veronica Lazăr y estrenada por 20th Century Fox en febrero de 1980, la película no pudo replicar el impacto de Suspiria y cosechó reseñas mixtas. En su reseña para Slant Magazine, Ed González la definió como una versión inferior de Suspiria y añadió que «más que cualquier otra película de Argento, es para los fanáticos, especialmente para aquellos interesados en los detalles de la trilogía de las tres madres». En Paura, el director manifestó:

Siempre me resulta muy difícil tratar de explicar de qué tratan mis películas —lo dejo en manos de otros, siempre espero que las imágenes hablen por mí—, pero en el caso de Inferno esto es aún más cierto. Es como si se tratara de una serie de acontecimientos que se deslizan unos dentro de otros: en el transcurso de la narración los personajes toman una dirección y, de repente, el espectador se da cuenta de que quien creía que era el protagonista es en realidad una figura secundaria, y la historia cambia de forma ante sus ojos.

La inspiración para Tenebrae, su siguiente película, surgió luego de sufrir acoso telefónico durante una de sus estancias en Los Ángeles por un admirador que se hacía llamar «el gran castigador» y que conocía una gran cantidad de detalles de su filmografía. Ideó la historia de Peter Neal, un escritor estadounidense de novelas policíacas que llega a Roma para promocionar su más reciente libro, y empieza a ser acosado por un fanático desquiciado. Eligió para los papeles protagónicos a Anthony Franciosa, John Saxon y Giuliano Gemma, e incluyó nuevamente a Daria Nicolodi en el elenco. La grabación inició en mayo de 1982 en Roma, y el filme fue estrenado en octubre del mismo año con moderados números de taquilla y una recepción crítica generalmente positiva.
Argento confesó que incluyó altas dosis de violencia en Tenebrae como respuesta a algunos comentarios negativos que había recibido por sus proyectos anteriores: «Con mi nueva película quería vengarme un poco de todos aquellos críticos que me acusaban de contar historias inmorales y misóginas, de ser un monstruo sólo por llevar toda esa violencia a la pantalla. No es casualidad que Tenebrae fuera la película con mayor número de asesinatos que había dirigido». La presencia de este contenido provocó que el filme sufriera constantes ediciones, su veto en algunos países y su inclusión en la lista de video nasties.

### 1985-1988:Phenomena,colaboración con Lamberto Bava yOpera
Ante la disolución de Seda Spettacoli por los crecientes problemas de salud de su padre, decidió establecer DAC Film, su propia compañía de producción. Obtuvo inspiración para Phenomena, su próximo filme, tras enterarse de que en Estados Unidos se había descubierto a un homicida gracias a los insectos presentes en la habitación en el momento del crimen. Realizó una investigación de la obra del autor Marcel Leclercq sobre entomología forense y se trasladó a un hotel con el objetivo de desarrollar el guion, para el cual tenía en mente a una protagonista femenina. Contactó a Franco Ferrini, quien había trabajado como guionista para Sergio Leone, y ambos crearon la historia de una joven que tiene el poder de comunicarse con los insectos y que se ve envuelta en una extraña serie de asesinatos durante su estancia en una academia de Suiza. El director manifestó en su libro que esta fue una de las épocas de mayor creatividad en su carrera:

Fue algo sorprendente. Unos años antes, en las habitaciones de ese mismo hotel, había sopesado brevemente la loca idea de quitarme la vida. Y ahora, mientras los papeles mecanografiados se amontonaban en mi mesa uno tras otro, sentía que por mis venas corría una creatividad que nunca había sido tan impetuosa [...] Varias fuerzas de la naturaleza se combinaron en la trama de mi nueva película, calificada por algunos como la más "ecológica" de mi carrera. Pero la fuerza más poderosa de todas —habría sido tonto e ingrato negarlo— era la voluntad de vivir.

El rodaje, llevado a cabo en Roma y en algunas localidades suizas, estuvo marcado por problemas técnicos relacionados con el desplazamiento y la disposición de los millares de moscas utilizadas en algunas escenas. En esta ocasión, Argento decidió incluir canciones de artistas como Bill Wyman, Claudio Simonetti, Sex Gang Children y Iron Maiden, en lugar de recurrir a un solo músico para componer la banda sonora. Protagonizada por Jennifer Connelly, Donald Pleasence, Dalila Di Lazzaro, Davide Marotta y Daria Nicolodi, la cinta fue estrenada en enero de 1985 en Italia y llegó a los Estados Unidos gracias a New Line Cinema. Según el autor Troy Howarth, Phenomena se convirtió en la última película del director italiano en obtener un estreno significativo en las salas de cine estadounidenses. La recepción crítica fue generalmente positiva: Ed González afirmó que la cinta «muestra simultáneamente el paisaje más excéntrico y espiritual del cineasta», mientras que David Harley de Bloody Disgusting! la definió como «un hermoso desastre que fusiona su giallo y sus sensibilidades sobrenaturales en un viaje divertido y salvaje».

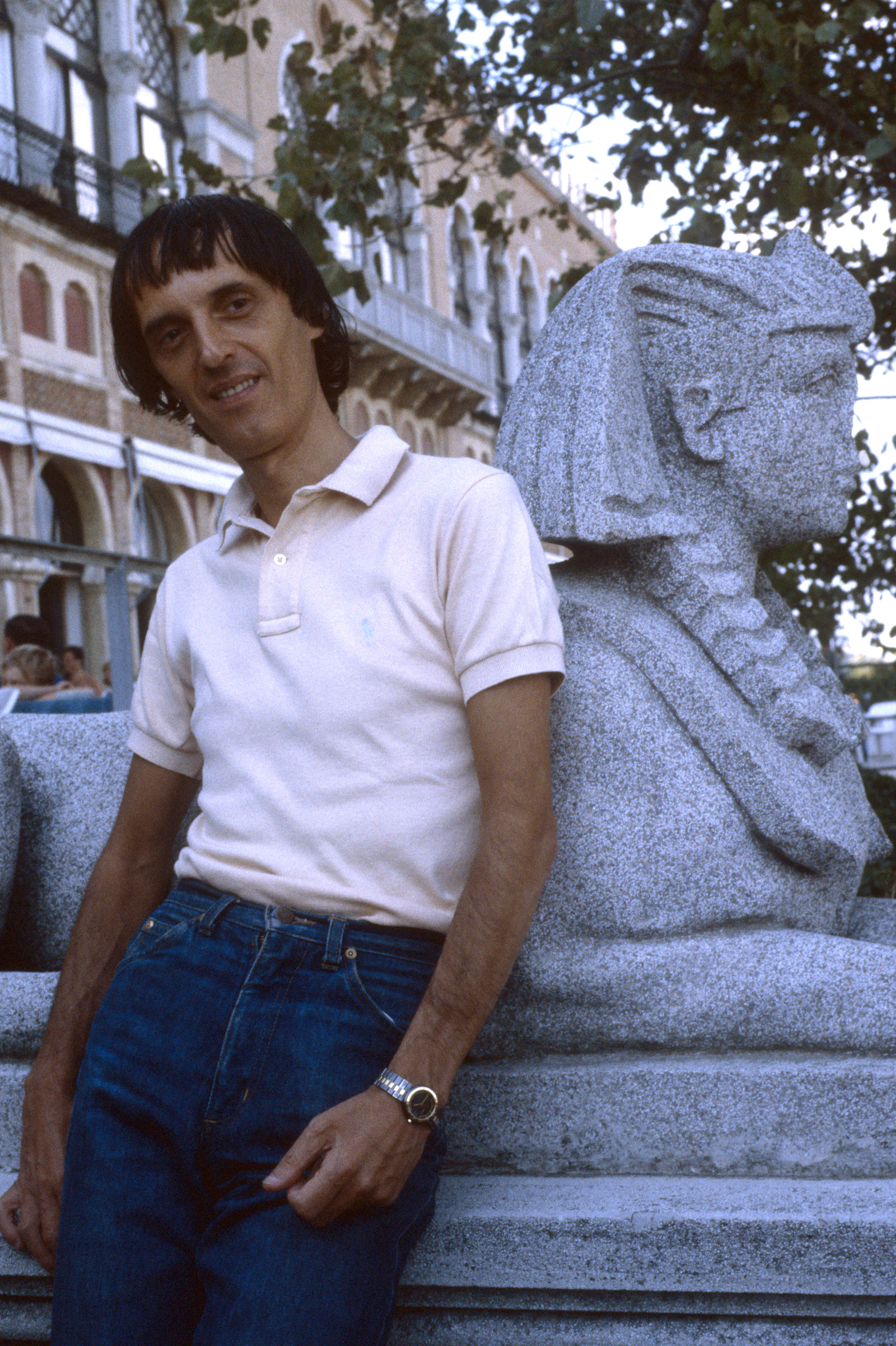
Argento en 1985.

En 1985 colaboró con Lamberto Bava en el guion de la película Demonios, dirigida por Bava y producida por Argento a través de su compañía DAC Film, y un año después desempeñó los mismos roles en la secuela Demonios 2. También en 1986 recibió una invitación del teatro Sferisterio de Macerata para dirigir la ópera Rigoletto de Giuseppe Verdi, aunque en último momento la dirección artística decidió no contar con sus servicios. Esta experiencia le sirvió como base para crear la historia de Opera, en la que una cantante es obligada a presenciar una serie de crímenes durante su participación en la obra Macbeth. Durante el rodaje se presentaron una serie de complicaciones, como sus constantes altercados con la protagonista Cristina Marsillach, accidentes de filmación, el deterioro de su relación con Nicolodi y los contratiempos de salud de su padre Salvatore, por lo que la definió como «la película más agotadora y oscura» que dirigió.
Estrenada en diciembre de 1987, Opera logró convencer a la crítica especializada, aunque no fue exhibida en las salas de cine estadounidenses. La reseña de la revista Time Out afirmó: «Todas las marcas registradas [del cine de Argento] están aquí: una trama mínima, piezas de decorado llamativas, movimientos de cámara barrocos y violencia misógina». Para Niall Browne del portal Movies in Focus, Opera «contiene todos los rasgos que se pueden esperar del director italiano: misterio, lujuria, violencia y un impresionante trabajo de cámara».
En 1987 trabajó de nuevo con la cadena RAI, en este caso como productor de la serie de cortometrajes Gli incubi di Dario Argento, presentada en el programa semanal titulado Giallo con Enzo Tortora y Alba Parietti como conductores. Argento aseguró que «fue muy divertido» regresar al formato televisivo, pero reconoció que, al tratarse de un programa emitido en un horario de máxima audiencia, recibió cartas de protesta de algunos televidentes que consideraban que el contenido de su obra era excesivamente violento. Durante esta misma época fundó junto con su colaborador y amigo Luigi Cozzi la librería y tienda de curiosidades Profondo Rosso en Roma, donde además exhibe un museo personal con objetos relacionados con el cine de terror que ha recolectado a lo largo de su carrera.

### 1989-1994:Two Evil EyesyTrauma
En 1989 coprodujo y coescribió La chiesa, filme dirigido por Michele Soavi y protagonizado por Tomas Arana, Barbara Cupisti y su hija Asia. Interesado en realizar una obra cinematográfica basada en la obra literaria de Edgar Allan Poe, contactó nuevamente a George A. Romero para proponerle la realización de una película dividida en cuatro segmentos. Inicialmente, John Carpenter y Stephen King mostraron interés en el proyecto, pero poco tiempo después renunciaron para centrarse en otras labores. Argento y Romero decidieron adaptar los relatos El gato negro y La verdad sobre el caso del señor Valdemar, respectivamente. Por recomendación del director estadounidense, la grabación de Two Evil Eyes se llevó a cabo en el verano de 1989 en Pittsburgh, lo que la convirtió en la primera película de Argento rodada fuera de territorio europeo.
Protagonizado por Harvey Keitel, Madeleine Potter y Martin Balsam, el segmento dirigido por el italiano en general logró una mayor apreciación crítica. Kevin Thomas de Los Angeles Times declaró: «Es sorprendente lo que Argento pudo hacer en sus 65 minutos de El gato negro, la más ingeniosa —y sangrienta— de las dos partes», y Richard Harrington de The Washington Post manifestó que «mientras Romero opta por un enfoque lineal y barato, la narración de Argento es dolorosamente poética, con puntos de vista y asideros siempre cambiantes». En 1991 coescribió y produjo La secta, una nueva colaboración con Michele Soavi protagonizada por Kelly Curtis, Mariangela Giordano y Herbert Lom.

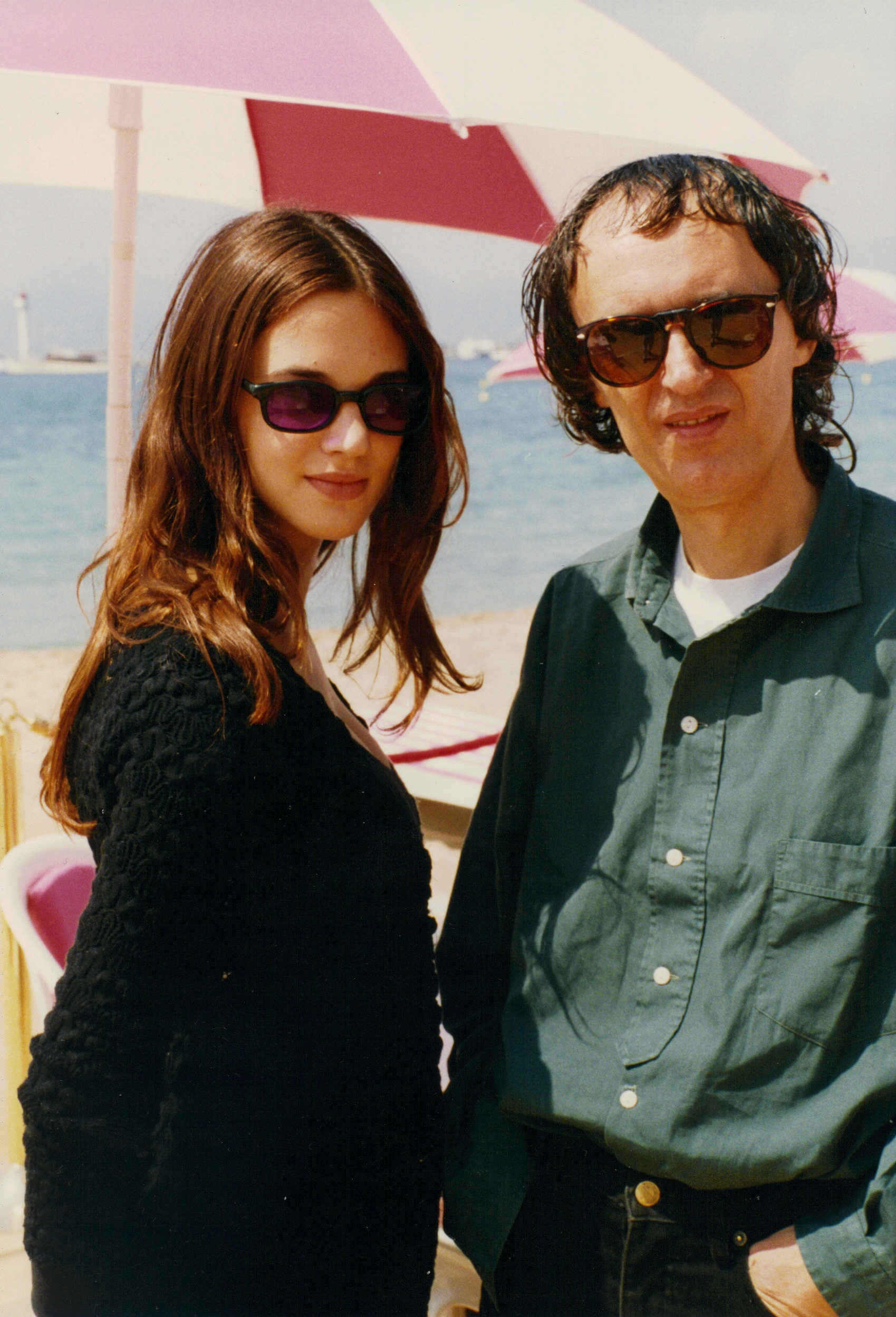
Asia y Dario Argento en Cannes, 1993.

Decidió quedarse durante algunos meses en los Estados Unidos, donde tuvo la oportunidad de conocer personalmente a otros cineastas como William Friedkin, Tobe Hooper, Sam Raimi, Stuart Gordon y John Landis; este último lo invitó a realizar un pequeño papel como un paramédico en su película de 1992 Innocent Blood. En su libro reveló que en algún momento sopesó la idea de radicarse allí: «En Nueva York, pero sobre todo en Los Ángeles, me sentía muy cómodo. Había un clima de colaboración constante: no era como en Italia, donde los directores no se encuentran nunca y, cuando lo hacen, apenas se hablan». Durante una visita a Salem, Massachusetts, empezó a escribir el relato de una joven llamada Aura que sufre una serie de desventuras motivadas por su anorexia. Más adelante contactó al escritor T. E. D. Klein para convertir su historia en el guion de Trauma, su siguiente largometraje.
Durante la grabación, llevada a cabo principalmente en Mineápolis entre agosto y septiembre de 1992, Argento decidió llenar de humo las habitaciones para «dar un efecto de profundidad a los espacios», lo que le generó problemas de sensibilidad en el gusto y el olfato, algo que, según él, logró superar cerca de veinte años después. Escribió la historia del personaje principal de Aura con la idea de que su hija Asia lo interpretara, y recurrió a los estadounidenses Christopher Rydell, Piper Laurie y Frederic Forrest para realizar los demás roles protagónicos. Aunque quería contar nuevamente con la música de Goblin, las compañías de producción estadounidenses le recomendaron utilizar a Pino Donaggio, quien había colaborado en varias ocasiones con Brian De Palma.
Con una tibia recepción crítica, Trauma fue descrita en la revista Time Out: «La primera película de Argento respaldada por los Estados Unidos rinde homenaje a Psicosis, pero carece de la habilidad de Hitchcock para dirigir a los actores: no hay una sola actuación medianamente decente». Por su parte, Tiziano Sossi del sitio Mymovies.it aseguró que el guion «contiene señales psicológicas y de realismo muy efectivas» y catalogó como «magistrales» algunos movimientos de cámara.

### 1995-1999:El síndrome de StendhalyEl fantasma de la ópera
Argento descubrió durante su estancia en Nueva York un libro de la psiquiatra italiana Graziella Magherini titulado La sindrome di Stendhal, acerca de la enfermedad del mismo nombre que causa un desequilibrio en el individuo cuando es expuesto a una obra de arte. Esta lectura le recordó una experiencia que vivió en su adolescencia, cuando sufrió una descompensación la primera vez que vio el Partenón, por lo que decidió basar la historia de su próxima película en dicha vivencia. Aunque inicialmente pretendía comenzar la grabación en los Estados Unidos, no pudo encontrar una ciudad con un monumento «lo suficientemente representativo» para desarrollar su relato, y por ese motivo decidió rodar en Italia. En un comienzo pensó en Bridget Fonda para interpretar el personaje principal de la oficial de policía Anna Manni, pero dado el cambio de localización, ofreció el papel a su hija Asia.
Con una banda sonora compuesta por Ennio Morricone, El síndrome de Stendhal fue estrenada en enero de 1996 ante una recepción crítica generalmente positiva. El autor Maitland McDonagh reconoció que, aunque no está al nivel de obras como Tenebrae o Inferno, la película es «una visita obligada para los fanáticos de Argento, impulsada por una actuación valiente e inquietante de su hija». Zachary Paul de Bloody Disgusting la definió como «una de las obras visualmente más suntuosas de Argento al lado de Suspiria», y David Rooney de Variety aseguró que el director «modera su inclinación por el derramamiento de sangre a lo Grand Guignol y el exceso sobrenatural, y retorna a un estilo más cercano al de sus primeros thrillers».
Después de actuar en un pequeño papel en la película Il cielo è sempre più blu de Antonello Grimaldi en 1996, coescribió y produjo La máscara de cera, el filme debut de Sergio Stivaletti basado en el relato Le Cœur cambriolé del escritor francés Gastón Leroux. El proyecto inicialmente iba a ser dirigido por Lucio Fulci, pero el cineasta falleció poco antes de comenzar el rodaje. Argento confesó que puso mucho empeño en esta iniciativa porque desde su infancia era un fanático de la obra de Leroux, y manifestó que en ese momento tomó la decisión de realizar su propia adaptación de El fantasma de la ópera, una de sus novelas más reconocidas. Para desarrollar el guion se reunió con Gérard Brach —reconocido por su trabajo con Roman Polanski— y escogió al británico Julian Sands para interpretar el papel del fantasma y a su hija Asia en el rol de Christine Daaé.
Estrenada en noviembre de 1998, El fantasma de la ópera tuvo una pobre recepción crítica. Ed González la definió como «un desafortunado fracaso que podría pasar por un filme de serie B» y aseguró que «después de las promesas incumplidas de Trauma y El síndrome de Stendhal, El fantasma de la ópera parecía señalar el declive de un gran director». En su reseña para Variety, David Rooney se refirió al filme como «un festín gótico kitsch que no deja ningún exceso sin explorar» y como una película solamente apta «para los fanáticos irreverentes del género», aunque destacó como eficaz la música de Morricone. Para Michael Dequina de The Movie Report su peor problema es que falla al momento de emular «la pasión por la que es reconocido este clásico romance gótico».

### 2000-2006:Insomnio,El jugadoryMasters of Horror
El director fundó a comienzos del nuevo milenio la empresa Opera Film junto con su hermano Claudio, la cual serviría para producir Scarlet Diva (película de 2000 dirigida y protagonizada por Asia) y algunos de sus proyectos futuros. Ante la pobre recepción de El fantasma de la ópera, decidió regresar a sus raíces y recrear su nueva historia de género giallo en Turín, ciudad donde ya había rodado escenas de Profondo rosso y El gato de las nueve colas. Se reunió con su colaborador habitual Franco Ferrini y con el escritor Carlo Lucarelli para crear el relato de un detective que debe seguir las pistas de un criminal mientras lidia con la enfermedad de Alzheimer. Para este papel escogió al veterano actor sueco Max von Sydow quien, según él, le «ayudó a dar profundidad psicológica al personaje», mientras que la creación de la banda sonora nuevamente la encargó a Goblin.
Titulada Insomnio, la película llegó a los cines italianos en enero de 2001 y, aunque dividió a la crítica, recibió en general reseñas más entusiastas que su antecesora; incluso fue reconocida como «un regreso a la forma del director» en la recensión de la revista Slant. Por su parte, Almar Haflidason de BBC aseguró que «con Insomnio, Dario vuelve a sus raíces tradicionales de giallo después de una ausencia de veinte años. No debería haber permanecido alejado tanto tiempo, pues este es el tipo de thriller en el que destaca». Sin embargo, la reseña de Time Out reconoció que, aunque «tiene débiles ecos de Profondo rosso y Opera», se trata de un filme «tonto y soporífero».
Para escribir el guion de El jugador, recordó su experiencia en los salones de juego, en los que muchos jóvenes pasaban horas enteras practicando el póquer por Internet. De esta manera ideó junto con Franco Ferrini la historia de un asesino que secuestra a sus víctimas y plantea una partida de póquer virtual con la policía para decidir si las deja vivir o las ejecuta delante de las cámaras. Escribió el personaje femenino con su hija Asia en mente, pero la actriz se encontraba ocupada en la realización de su segunda película como directora, The Heart Is Deceitful Above All Things. Terminó decantándose por la italiana Stefania Rocca como Anna Mari y por el irlandés Liam Cunningham como John Brennan para interpretar a los dos personajes centrales.

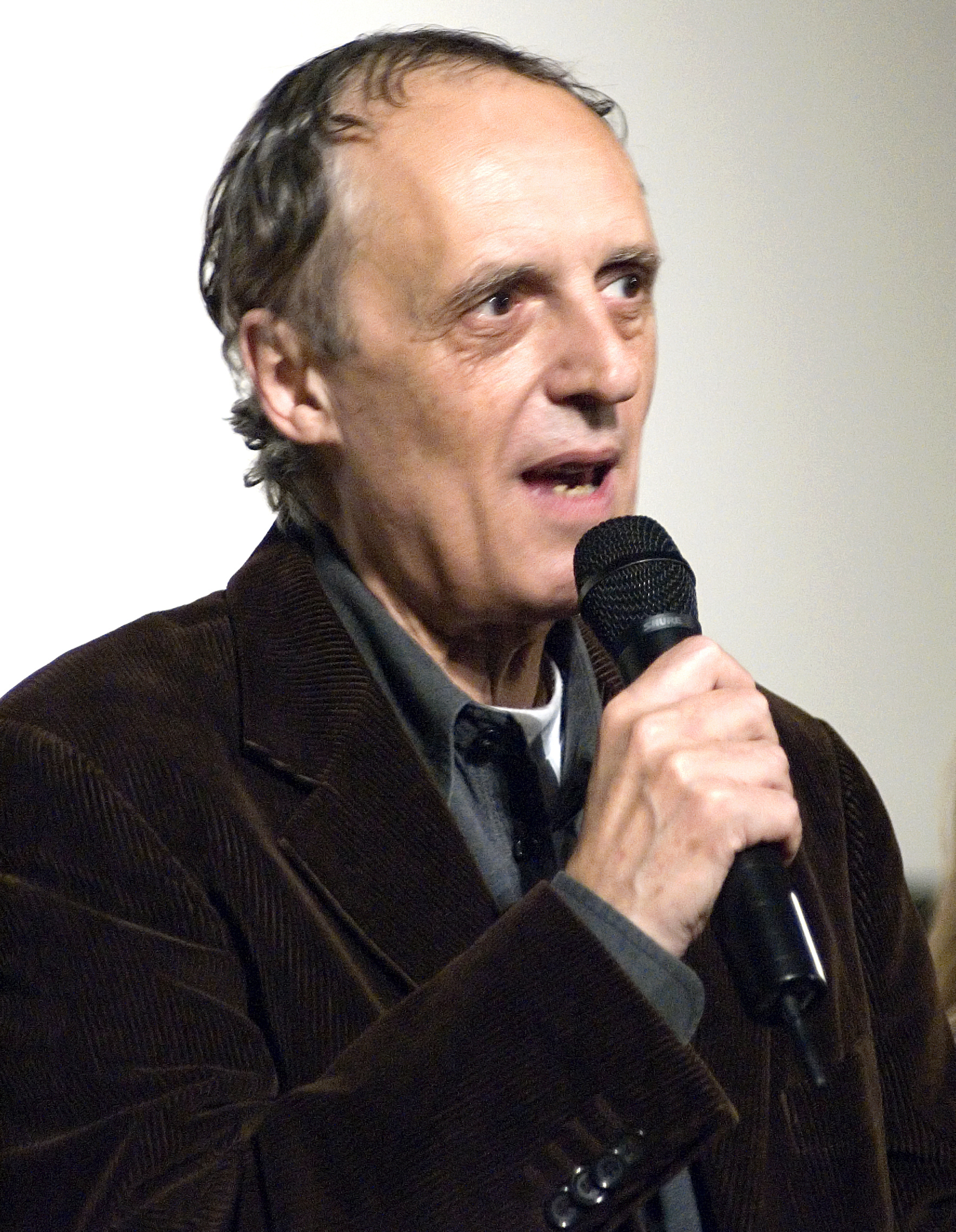
Argento en el Festival de Cine de Turín, 2006.

Tras su estreno en enero de 2004, El jugador tampoco logró convencer a la crítica especializada en los Estados Unidos, aunque en Italia su recepción fue más positiva, algo que lo sorprendió: «De forma un poco inesperada para mí, El jugador recibió el reconocimiento de la crítica italiana. A excepción de un par de nombres que siempre han defendido mi trabajo (como Steve Della Casa), fue realmente una novedad». Dave Kehr de The New York Times afirmó que la película no logra «romper con la infeliz racha de sus últimas películas», y manifestó que la misma «se desarrolla como un procedimiento policial cansino y completamente convencional que bien podría titularse CSI: Roma». En una nota similar, Jason Buchanan del portal AllMovie aseguró que «ofrece una buena cantidad de suspenso y alguna escena memorable, pero para aquellos que estén remotamente familiarizados con el canon de Argento, existe la sensación de que todo esto ya se ha hecho antes».
En 2005 acogió nuevamente el formato televisivo con ¿Te gusta Hitchcock?, un telefilme en el que presentó la historia de un joven estudiante de cine obsesionado con la obra de Alfred Hitchcock que inicia por su propia cuenta la investigación de un asesinato. Protagonizada por Elio Germano y Chiara Conti, la película en general dejó una buena impresión en la crítica: Steve Biodrowski de la revista Cinefantastique la definió como un «giallo poco ambicioso, pero entretenido» en el que «Dario Argento demuestra que todavía puede emocionar al público», y Félix González Jr. del portal DVD Review aseguró que Hitchcock le otorgaría «su seca aprobación» gracias a «su tenso suspenso, su humor ingenioso y sus seductoras protagonistas».
El mismo año recibió una invitación de John Carpenter para participar en un proyecto para televisión ideado por el cineasta estadounidense Mick Garris para la cadena Showtime, en el que varios directores como Tobe Hooper, John Landis, Joe Dante y Takashi Miike se encargarían de dirigir mediometrajes de terror. Para el seriado, titulado Masters of Horror, Argento escribió y dirigió el segmento «Jenifer», basado en un cómic de Bruce Jones publicado en la revista Creepy en la década de 1970. Para la segunda temporada de la serie, emitida entre 2006 y 2007, dirigió el episodio «Pelts», inspirado en un relato de F. Paul Winson. Argento destacó que, gracias a la flexibilidad de los productores de la serie, pudo dar rienda suelta a su creatividad sin preocuparse por la censura:

Fue extraño encontrarme sin límites: en el pasado, había estado tan profundamente condicionado por el espectro castrador de la censura, que había llegado a inhibirme al escribir. Pero aquí, como ya he dicho, era diferente. Fue una experiencia liberadora: me sentí como un caballo que ha estado en cautividad durante años y que, ante una valla abierta de repente, le das una palmadita en el muslo para animarle a correr.

### 2007-2012:La terza madre,GialloyDrácula 3D

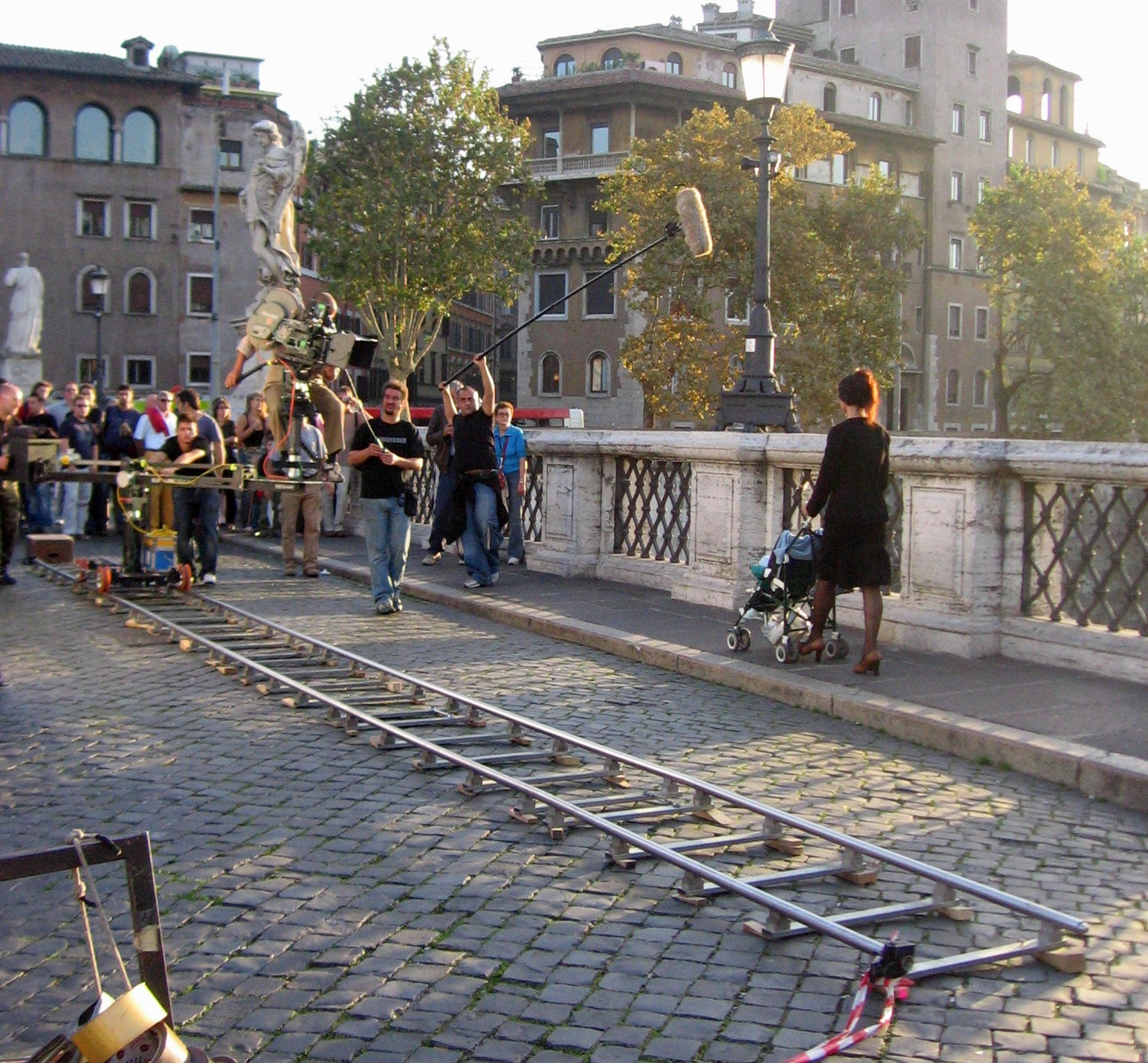
Imagen de la grabación de La terza madre en Roma.

Decidió retomar la historia de las tres madres para su siguiente largometraje, inspirado por la libertad creativa de la que gozó en su anterior proyecto. Para escribir el guion se basó en una experiencia personal cuando recibió una llamada telefónica en la que creyó escuchar la voz de su fallecido padre. Este hecho lo llevó a plantearse la idea de una conexión entre la protagonista de la historia con su difunta madre, una poderosa bruja blanca que en el pasado había enfrentado a Mater Suspiriorium y que en el presente se comunica con su hija para ayudarla a combatir a Mater Lacrimarum. Para el rol principal contó nuevamente con su hija Asia, quien a su vez le recomendó recurrir a Daria Nicolodi para interpretar el papel de la figura fantasmal de su madre.
La filmación de La terza madre se llevó a cabo en Roma y Turín en octubre de 2006, y un año después fue presentada en el Festival Internacional de Cine de Roma, previo a su estreno en cines el 31 de octubre de 2007 ante una recepción mixta. Mick LaSalle de San Francisco Chronicle reprobó la excesiva violencia mostrada en el filme, el cual calificó de vil y repulsivo, al igual que Stephanie Zacharek de la revista Salon, quien opinó que La terza madre «es depravada, sangrienta y explotadora, y la trama no tiene prácticamente ningún sentido [...] es el tipo de película que nadie, excepto el propio Argento, estaría tan loco como para hacer hoy en día». En una nota más entusiasta, Scooter McCrae de la revista Fangoria sostuvo: «La terza madre es una gran película [...] ¿Tiene defectos? Sí, pero también los tienen Tenebrae, Phenomena, Suspiria e Inferno, y todas ellas forman parte del canon aceptado del cine clásico de Argento».
En 2008 recibió un guion escrito por los estadounidenses Jim Agnew y Sean Keller sobre un asesino que recorre la ciudad de Turín haciéndose pasar por taxista en busca de víctimas femeninas. Argento manifestó sobre la posibilidad de dirigir un filme sin participar en el proceso de escritura: «Me buscaron y me dijeron que el guion había sido concebido para mí, hasta el punto de que la historia estaba ambientada en Italia. Yo era simplemente el director: nunca me había pasado». El filme, titulado Giallo y estrenado en junio de 2009 en el Festival Internacional de Cine de Edimburgo, contó con la participación de Adrien Brody, Elsa Pataky y Emmanuelle Seigner en los papeles principales.
Tras el estreno en Europa, Brody demandó a los productores por el pago incompleto de sus honorarios, lo que impidió la distribución en formato de DVD en territorio estadounidense hasta 2011. El cineasta confirmó que durante el rodaje sostuvo una relación cordial con Brody, y por ese motivo decidió no acompañar la promoción del filme como muestra de solidaridad. En general, Giallo no fue bien recibida por la crítica. La reseña de The Hollywood Reporter afirmó que esta colaboración entre Brody y Argento «no se acerca a la mejor obra de ninguno de los dos», y para Mark Kermode de The Guardian se trata de una película «deprimente y sórdida» que «desciende rápidamente a la autodispersión, sin que ni siquiera los movimientos de cámara y los elegantes encuadres arquitectónicos característicos del director consigan elevar su tono turbio».

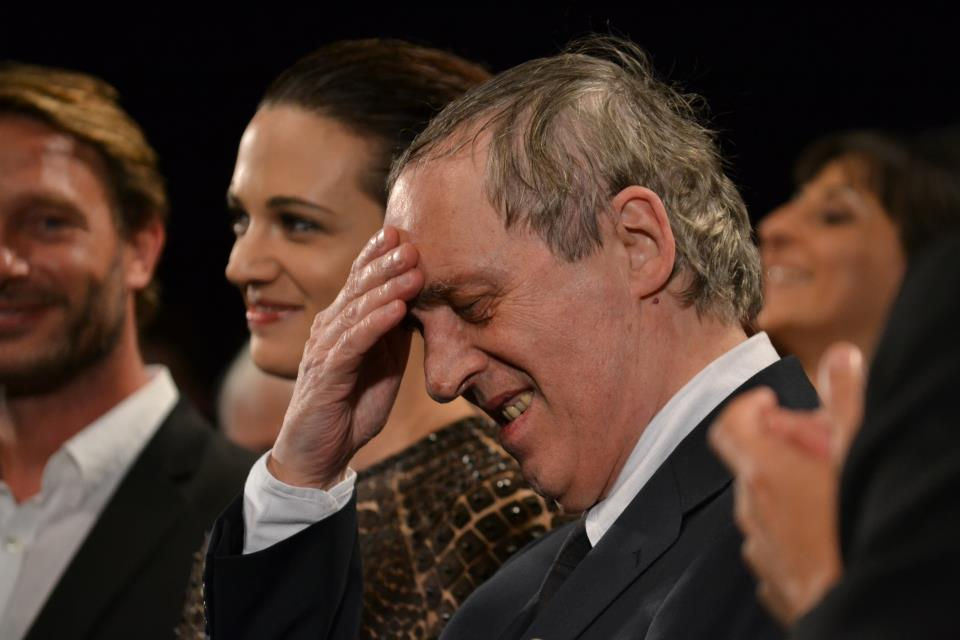
El director y su hija Asia durante el estreno de Drácula 3D en el Festival de Cine de Cannes de 2012.

En 2010 tuvo la oportunidad de asistir al rodaje del filme Hugo de Martin Scorsese, una experiencia que lo llevó a considerar la idea de realizar su próxima película en formato 3D. También se basó en el largometraje Dial M for Murder (1954) de Alfred Hitchcock, el cual fue exhibido en dicho formato en salas de cine seleccionadas, y cuyo realismo en algunas escenas lo inspiró para realizar algo similar. Se reunió con Antonio Tentori, Stefano Piani y Enrique Cerezo para empezar a desarrollar una nueva historia con el personaje de Drácula como protagonista, pero sin ser completamente fiel a la novela de Bram Stoker. Escogió a Thomas Kretschmann para el papel del conde, a Rutger Hauer como Abraham van Helsing, a Marta Gastini para el rol de Mina Harker y a su hija Asia como Lucy Westenra. El rodaje se llevó a cabo en Turín y en la localidad de Biella, donde se grabaron las escenas en el bosque.
Drácula 3D se estrenó en el Festival de Cine de Cannes el 19 de mayo de 2012, la primera vez que el evento acogía un filme del director italiano. La recepción fue en su mayoría negativa: para David Rooney de The Hollywood Reporter la película «es un refrito cansino que aporta poco al canon», mientras que Peter Sobczynski del portal RoberEbert.com la calificó como «una versión [de Drácula] que funciona como una condensación entrecortada basada en recuerdos nebulosos del libro».

### 2013-presente: trabajos como director de escena,VortexyOcchiali neri
El Teatro Coccia de Novara le encargó en octubre de 2013 la dirección de la obra Macbeth con motivo del bicentenario del nacimiento de Giuseppe Verdi. Argento eligió ambientar la historia en el marco de la Primera Guerra Mundial, y fiel a su estilo, utilizó efectos especiales que simulaban cabezas cortadas y una gran cantidad de sangre, además de presentar escenas de alto contenido sexual. La orquesta dirigida por Giuseppe Sabbatini se encargó de aportar la música. Dos años después dirigió la ópera Lucía de Lammermoor en el teatro Carlo Felice de Génova con la participación de Desirée Rancatore y Gianluca Terranova en los papeles principales. En 2017 se hizo cargo de la dirección de la tragedia Salomé de Oscar Wilde en la Basílica de San Francisco de Asís, como parte del proyecto Homenaje a Umbría, dirigido por la cantante de ópera Laura Musella.

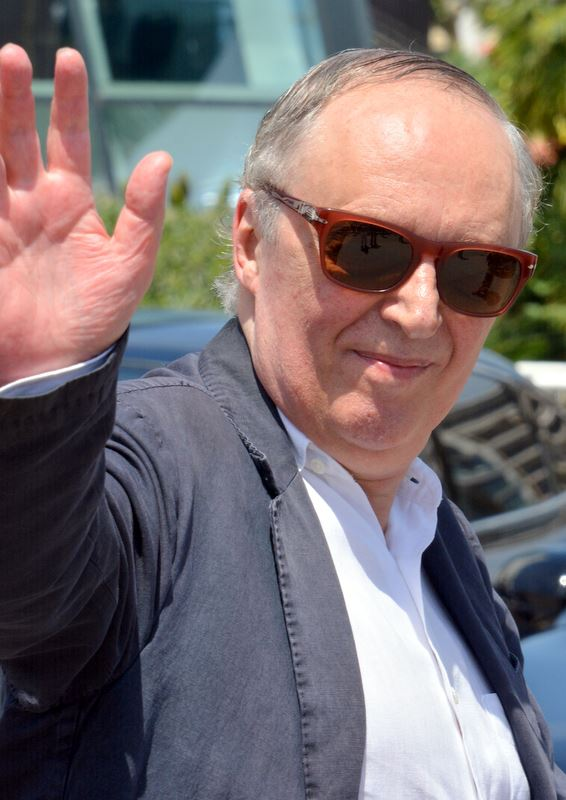
El director en 2017.

En 2021 protagonizó Vortex del cineasta Gaspar Noé, un largometraje dramático de estilo documental que sigue los últimos días de una pareja de ancianos. La película se estrenó en el Festival de Cannes de 2021 y contó con la participación de Françoise Lebrun y Alex Lutz en los demás roles principales. En la reseña de The Guardian, Xan Brooks definió el personaje de Argento como «un padre sin nombre aquejado por una afección cardíaca que trabaja duro en un libro sobre la relación del cine con el inconsciente que seguramente jamás completará». Eric Kohn de IndieWire afirmó que «ofrece una actuación irregular, impulsada por la energía locuaz de su personalidad», y Boyd van Hoeij de The Hollywood Reporter aseguró que su desempeño es conmovedor, aunque manifestó que «no es del todo creíble que su francés no sea un poco mejor si ha vivido (supuestamente) durante décadas en París como crítico de cine».
El mismo año ofició como productor ejecutivo de la cinta británica de terror psicológico She Will, el debut como directora de Charlotte Colbert que logró el Leopardo de Oro en el Festival Internacional de Cine de Locarno como mejor ópera prima. En noviembre, la revista NME anunció que Argento había finalizado el rodaje de su nueva película, diez años después del lanzamiento de Drácula 3D. Titulada Occhiali neri y protagonizada por Ilenia Pastorelli y su hija Asia, relata la historia de una prostituta ciega que acoge a un niño oriental con el fin de enfrentar a un criminal que afectó la vida de ambos en el pasado. El director la definió como «un clásico giallo italiano con toques del género de terror» y como una obra que permite a los espectadores «adentrarse en los barrios, las casas y las costumbres de la comunidad china en Roma, donde crearon un verdadero Chinatown». Occhiali neri fue distribuida por la compañía Wild Bunch, y se estrenó en el marco del Festival Internacional de Cine de Berlín en su septuagésima segunda edición, el 11 de febrero de 2022. Aunque el dúo de música electrónica Daft Punk mostró interés en componer la banda sonora para el filme, Argento finalmente escogió al músico francés Arnaud Rebotini para el trabajo.
Tras su presentación en el festival, Marta Balaga del portal Cineuropa afirmó acerca del filme: «Es difícil que el director italiano, ahora octogenario, cambie de repente sus gustos. Pero el estreno en la Berlinale de algo que debería estar en la sección de rebajas es un elogio, aunque hayan pasado diez años desde su último trabajo». En una nota similar, Peter Bradshaw de The Guardian manifestó que «los recuerdos de las antiguas glorias del director se desvanecen rápidamente en una extraña película de serie B con una trama insólita».

### Proyectos en desarrollo
En 2014 lanzó una campaña de micromecenazgo con el objetivo de conseguir financiación para su nueva película, The Sandman, la cual sería protagonizada por el músico de rock Iggy Pop. El filme relata la historia de Nathan, un joven que presencia la muerte de su madre a manos de un asesino serial conocido como «The Sandman» y que años más tarde debe enfrentarlo personalmente. Aunque la campaña logró recaudar cerca de 200 000 dólares, el proyecto no se ha materializado hasta la fecha.
En 2019 algunos medios en Italia anunciaron que Argento regresaría a la televisión con un proyecto titulado Longinus. Aunque en el momento no se aportaron mayores detalles, la revista Deadline Hollywood informó en octubre del mismo año que se trata de una serie que promete «misteriosos asesinatos, suspenso y revelaciones inesperadas, elementos esotéricos y enigmas antiguos». En abril de 2021, el diario La Nazione anunció que el rodaje sufrió retrasos por el estado de emergencia ocasionado por la pandemia de COVID-19.
Durante una rueda de prensa en el Festival de Cine de Sitges de 2019, informó que se encontraba trabajando en otro proyecto televisivo producido entre España e Italia titulado Belle Bimbe Addormentate. Reveló que la serie constará de cuatro episodios de cincuenta minutos cada uno, y que se encargará de dirigir el primero de ellos. Aseguró además que el rodaje se llevaría a cabo en locaciones de Roma, Barcelona y otras ciudades de España.

## Filmografía
- El pájaro de las plumas de cristal (1970)
- El gato de las 9 colas (1971)
- 4 mosche di velluto grigio (1971)
- Los cinco días (1973)
- Profondo rosso (1975)
- Suspiria (1977)
- Inferno (1980)
- Tenebrae (1982)
- Phenomena (1985)
- Opera (1987)
- Trauma (1993)
- El síndrome de Stendhal (1996)
- El fantasma de la ópera (1998)
- Insomnio (2001)
- El jugador (2004)
- La terza madre (2007)
- Giallo (2009)
- Drácula 3D (2012)
- Occhiali neri (2022)

## Características como cineasta

### Influencias
Argento era un ávido lector en su juventud, especialmente de novelas de misterio. En su biografía confesó que tenía una especial interés por este tipo de literatura: «Esas historias llenas de muertes con un cuchillo en el vientre, de estrangulamientos, de veneno para ratas en la masa del pastel, me provocaban emociones muy fuertes». También destacó a la colección Tales of the Grotesque and Arabesque de Edgar Allan Poe como la obra literaria que cimentó su fascinación por el terror:

De repente, había descubierto un mundo en el que se enterraba a la gente viva, en el que los gatos amurallados revelaban la presencia de cadáveres, en el que los dientes y los corazones de los seres queridos eran arrancados de sus cuerpos [...] En ese mundo me sentí por fin yo mismo.

Otras libros mencionados por el director como influencia en sus primeros años son Don Quijote de la Mancha de Miguel de Cervantes Saavedra, Cyrano de Bergerac de Edmond Rostand, El placer de Gabriele D'Annunzio y Las mil y una noches. Se refirió al novelista estadounidense Nathaniel Hawthorne como un escritor que «no temía cortejar a la inquietud» y que ejerció sobre él «una oscura fascinación». Aunque no era muy fanático de la televisión, en su adolescencia disfrutaba de las series The Twilight Zone y Alfred Hithcock presenta.

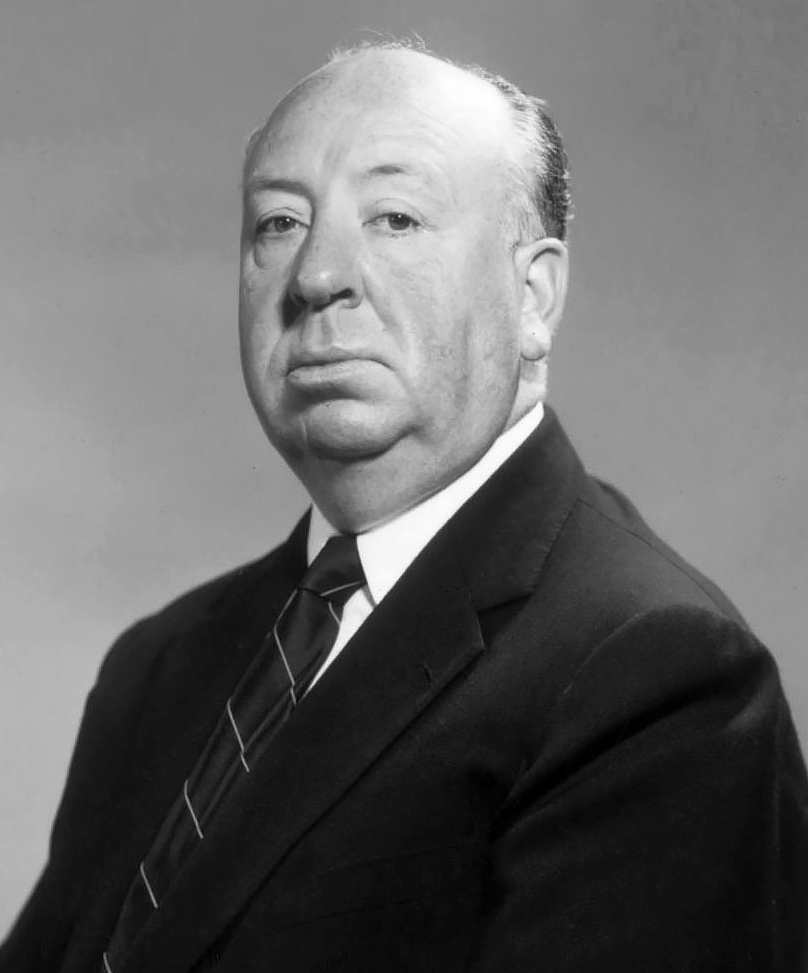
Argento ha nombrado al director británico-estadounidense Alfred Hitchcock como una de sus principales influencias como cineasta.

Su primera experiencia con el cine de terror ocurrió en su niñez con El fantasma de la ópera (1943) de Arthur Lubin, un filme que lo inspiró a realizar su propia versión en 1998. En una entrevista para Interview, reveló que cuando se popularizó en Italia el cine giallo en la década de 1960, se convirtió en seguidor del mismo «por sus enigmas, el encanto de lo prohibido, las historias de amor imposibles, los sensacionales giros de la trama y [por tener] un argumento no demasiado lineal», y se refirió a las películas de Riccardo Freda y Mario Bava —dos importantes exponentes de este género— como «bellas y emocionantes». Manifestó que la película Drácula de 1958, dirigida por Terence Fisher y protagonizada por Christopher Lee, fue una gran inspiración para grabar su propia película basada en la historia de Bram Stoker en 2012: «Es el primer filme de vampiros que vi, quedé impresionado por la boca llena de sangre y la cara furiosa de Lee». Para Argento, el filme El hombre leopardo (1943) de Jacques Tourneur inventó la figura del asesino en serie tal y como se conoce en la actualidad.
Además del terror y el suspenso, era un aficionado del cine estadounidense de los años 1940 y 1950 y del cine expresionista alemán, los cuales mencionó como una gran influencia en su carrera durante el Festival de Cine de Sitges de 2012. En el mismo evento, nombró a los cineastas Ingmar Bergman y Alfred Hitchcock como «claras inspiraciones» en su trabajo. En cuanto a los realizadores italianos, reveló en su libro que seguía de cerca la obra de Luchino Visconti, Michelangelo Antonioni y Federico Fellini, y que incluso tuvo la oportunidad de presenciar el rodaje del filme Giulietta de los espíritus (1965) de este último, lo que le permitió «observar muy de cerca» su manera de trabajar. Afirmó que Sergio Leone le enseñó «el papel crucial del manejo de la cámara en la realización de una película», una lección que calificó como decisiva para su carrera.
El movimiento cinematográfico Dogma 95, iniciado en 1995 por Lars von Trier y Thomas Vinterberg, sirvió como referencia para la iluminación en varias escenas de El jugador (2004), película para la que recurrió al director de fotografía Benoît Debie por su «ejemplar efecto» en Irreversible (2002), de Gaspar Noé. En cuanto al cine de terror moderno, aseguró que películas como Get Out (2017) y Hereditary (2018) lo «han impactado por su bella fotografía, su argumento y su producción».

### Técnicas cinematográficas
Durante una entrevista para Interview, el director aseguró que su característico trabajo de cámara no es fruto de una larga planeación: «no [me] lleva semanas ni años, es más bien un trueno en mi cerebro, una intuición». Definió además sus dos obras de cámara más complejas: un largo plano secuencia aéreo en Tenebrae anterior a un doble asesinato que muestra el interior de una casa a través de sus ventanas, realizado con una grúa Louma, y un plano subjetivo de un cuervo en pleno vuelo en una de las escenas de Opera, logrado mediante una grúa con un brazo mecánico giratorio controlado a distancia.
Afirmó que la toma en la que el personaje interpretado por Mimsy Farmer es decapitado en 4 mosche di velluto grigio durante un accidente automovilístico lo hizo sentir muy orgulloso: logró esta escena utilizando una cámara alemana de alta velocidad conocida como Pentazet. Para la toma registrada en la Plaza C.L.N. de Turín en Profondo rosso, usó una plataforma que alcanza los doce metros de altura conocida como Chapman, con el fin de «añadir profundidad». En el mismo filme utilizó una microcámara Snorkel para «colarse en los espacios más estrechos e inaccesibles» durante las tomas a los objetos «fetiches» del asesino, como muñecas, estatuillas y canicas.
En Suspiria dispuso de una película Kodak de baja sensibilidad que podía pintarse a voluntad durante la fase de impresión mediante un proceso conocido como Tri-Pack. El filme es notable por la presencia de fuertes colores, lo que se logró, según el propio Argento, a través del uso de proyectores de 10 000 vatios que iluminaban por completo el plató durante el rodaje. El director afirmó que Suspiria es uno de los últimos filmes de la historia en el que se utilizó el sistema Technicolor. La película infantil Blancanieves (1937) sirvió como inspiración «por [su] contraste de color e iluminación expresionista».
En Inferno quiso que el sueño fuera el rasgo dominante, algo que según el director se puede apreciar en una escena que transcurre completamente debajo del agua. Para lograr un efecto similar en Trauma, llenó las habitaciones con humo. En esta película en particular utilizó por primera vez el EditDroid, un sistema computarizado de edición analógica creado por el equipo de trabajo de Lucasfilm que le permitió acortar el tiempo de posproducción. Se planteó inicialmente la idea de utilizar insectos mecánicos en Phenomena, pero finalmente decidió adquirir cerca de seis millones de larvas reales de mosca. Confesó que el manejo de estos animales fue especialmente desafiante, pues debió utilizar diminutas correas de nailon para «mover las moscas como cometas sin lastimarlas».
El síndrome de Stendhal fue la primera película en la que experimentó con la tecnología digital, lo que le permitió filmar una escena que muestra el camino que sigue una píldora después de ser ingerida. Acogió el uso de imágenes generadas por computadora o CGI por primera vez en La terza madre, aunque en general el resultado no gozó de la aceptación de la crítica, pues fueron definidos como «efectos digitales primitivos» y «horribles trucos de vieja escuela». Tuvo la oportunidad de incorporar la tecnología 3D por primera vez en 2012 con Drácula. En una entrevista para el portal Daily Dead, manifestó que utilizó este recurso «para explorar la profundidad de las escenas», pues quería «poner al público en la escena, e incluso sumergirlo en los bosques».

### Inspiración y técnicas de escritura
| «El mío es un cine idealista, hecho de visiones, pesadillas y mucha lectura. El mundo exterior, el caos que rige los destinos de los hombres, nunca ha contaminado mi imaginación. Lo que siempre he escenificado es el universo fantástico que se encuentra a salvo dentro de mi mente, protegido por una barrera inaccesible, un lugar donde nunca llegaría la realidad gris».—Argento sobre su estilo como cineasta. |

Aunque las obras literarias han sido una fuente importante de inspiración para Argento, también se ha basado en experiencias personales, en acontecimientos de la vida diaria o incluso en pesadillas al momento de crear sus historias. Por ejemplo, para escribir Tenebrae se inspiró en las constantes llamadas amenazantes que sufrió de un fanático anónimo; la historia de Phenomena surgió luego de ver una noticia relacionada con la entomología forense; decidió escribir Opera tras ser retirado del cargo como director de la obra Rigoletto; y para el caso de Trauma creó un personaje que sufre de anorexia como tributo a alguien de su familia que padecía ese trastorno alimenticio. Asimismo ha realizado sus propias adaptaciones de clásicos de la literatura y el cine como El fantasma de la ópera o Drácula, y para Los cinco días tomó como contexto el hecho histórico conocido como las cinco jornadas de Milán.
En su libro afirmó que en algunas ocasiones recuerda escenas clásicas del cine con su colaborador habitual Franco Ferrini para elaborar las historias preliminares de sus películas: «Nos contamos las escenas que más nos han gustado, las tramas que se nos han quedado en la cabeza [...] Luego, a partir de esas sugerencias, de esas huellas, extraemos lentamente lo que necesitamos y le damos forma según nuestros propósitos». Cuando llega el proceso de redactar el guion, Argento se traslada a un lugar tranquilo y solitario para lograr la concentración necesaria. Durante esta etapa de «aislamiento total», como la define el propio cineasta, se mantiene alejado de cualquier influencia externa como llamadas telefónicas o visitas. Inspirado en la práctica de los guionistas estadounidenses, elabora un detallado guion gráfico o storyboard justo antes de iniciar el rodaje, y suele grabar sus películas en inglés por un tema de comercialización y por contar con actores de varias nacionalidades.

### Temáticas y elementos comunes
La totalidad de su obra se desenvuelve en los géneros cinematográficos del giallo y el terror sobrenatural, con la única excepción de Los cinco días. Sus películas giallo siguen el patrón tradicional del género: un asesino psicopático que acecha a sus víctimas —femeninas en su mayoría— y las mata generalmente con armas blancas. Este personaje utiliza guantes negros para cometer sus crímenes, un detalle que se ha convertido en un elemento común en sus filmes. A partir de El pájaro de las plumas de cristal, el propio director se ha encargado de interpretar los gestos del asesino, y por lo tanto sus manos son las que aparecen en pantalla en las escenas de asesinatos. Para desarrollar las motivaciones de sus villanos, Argento estudió textos del neurólogo Sigmund Freud con el fin de «rastrear estímulos enterrados en el inconsciente [y] traumas dormidos sacados de repente a la luz».
Los planos detalle son comunes en su obra, especialmente aquellos donde se muestran los ojos. «Siempre he tenido un interés especial por los ojos: los primeros planos de los iris, lo subjetivo, el voyerismo [...] El tema de la visión atraviesa todas mis narraciones: nunca he dejado de explorar la condena de los que han visto demasiado, o de los que no recuerdan lo que han visto», manifestó en Paura. Otros elementos destacados por el cineasta como usuales e importantes en sus películas son las analepsis o flashbacks y las pistas falsas, además de una banda sonora que ayude a generar tensión, un elemento que considera como un «personaje importante» en sus filmes. En cuanto a los lugares de filmación, siempre ha preferido sitios ricos en arquitectura clásica como las ciudades de Roma y Turín. Tuvo la oportunidad de visitar esta última en su infancia y quedó impresionado con su «aire melancólico e inquietante», y por ese motivo la escogió como lugar de grabación para varias de sus películas, empezando con El gato de las nueve colas (1971). Otro ejemplo de la importancia del entorno histórico es Tenebrae, largometraje grabado casi en su totalidad en el complejo Esposizione Universale Roma, una zona suburbana de estilo fascista construida por orden de Benito Mussolini en 1935.
Introdujo el primer elemento sobrenatural en su filmografía en Profondo rosso, en una escena en la que una médium predice una cadena de asesinatos. Este componente tomó mucha más relevancia en su trilogía de las tres madres, en sus filmes basados en monstruos clásicos del cine y en sus colaboraciones con Romero, Bava y Soavi. A pesar de estar presente en buena parte de su obra, Argento afirmó que no cree en lo sobrenatural, sino más bien «en las coincidencias y en los giros del destino».

### Colaboradores frecuentes
Desde Trauma (1993), su hija Asia ha protagonizado todas sus películas, a excepción de Insomnio, El jugador y Giallo. Argento confesó en su libro que la razón por la que recurría a su hija menor para protagonizar sus obras, aparte de su talento, era porque quería hacer una especie de diario que mostrara su desarrollo como actriz. Daria Nicolodi, pareja del director entre 1974 y 1985, apareció en los filmes Profondo rosso, Inferno, Tenebrae, Phenomena, Opera y La terza madre. Esta última película registró la única aparición simultánea de Asia y Nicolodi, quienes en la historia también son madre e hija. Por su parte, su hija mayor Fiore realizó papeles menores en Phenomena, El jugador y Demonios.

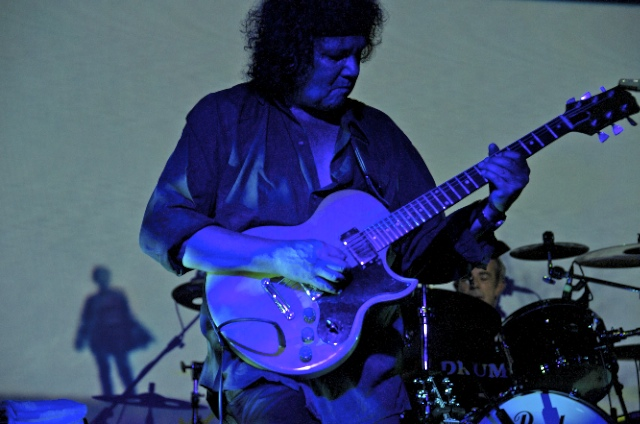
La banda italiana de rock progresivo Goblin aportó la banda sonora de varios filmes de Argento.

La figura de Salvatore Argento fue importante en su consolidación, pues gracias a su intervención el director tuvo la oportunidad de trabajar al comienzo de su carrera con el libretista Sergio Amidei y ser tenido en cuenta para la redacción de futuros guiones. También colaboró en la producción de las primeras siete películas de su hijo, hasta que su salud se debilitó a mediados de la década de 1980. Igualmente, su hermano Claudio se desempeñó como productor o productor ejecutivo en gran parte de su filmografía. Franco Ferrini inició su colaboración como coguionista en Phenomena, y a partir de entonces trabajó en la gran mayoría de las obras de Argento, entre las que se encuentran películas producidas por el italiano como La chiesa y las dos primeras entregas de la saga Demonios.
Empezó su colaboración con el grupo de rock progresivo Goblin en la banda sonora de Profondo rosso, y desde ese momento la agrupación —o miembros de la misma como el tecladista y compositor Claudio Simonetti— se encargaron de aportar la música para todos sus siguientes filmes, con la excepción de Inferno, Trauma, El síndrome de Stendhal, Giallo y Occhiali Neri. Ennio Morricone fue otro colaborador musical frecuente de Argento, con créditos de composición en cinco largometrajes, al igual que Keith Emerson, quien compuso la música de Inferno y La chiesa.

## Vida personal

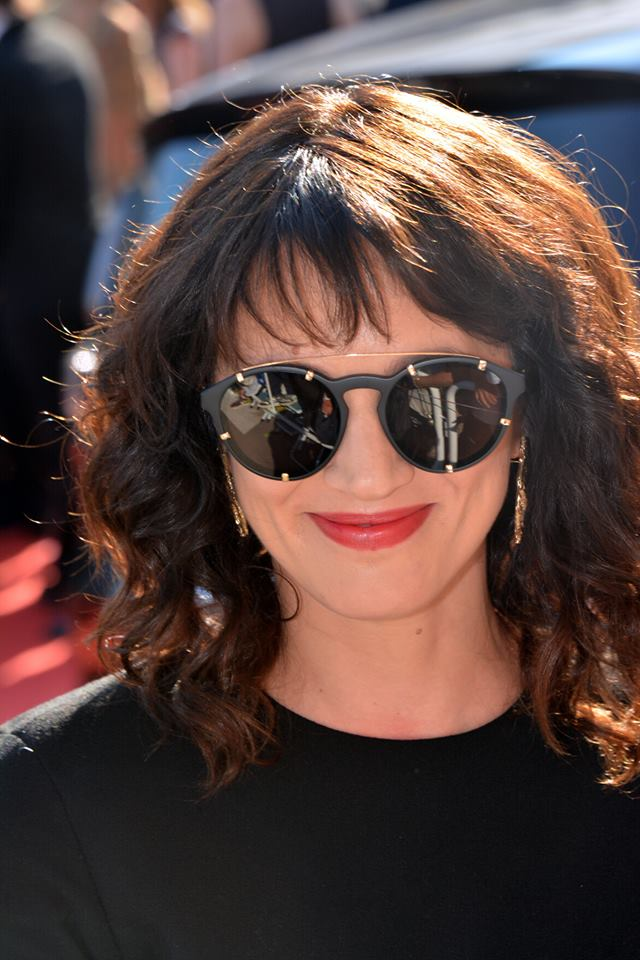
Asia Argento, segunda hija del director.

Argento se casó en 1968 con la restauradora Marisa Casale, a quien conoció gracias a su hermana Floriana. El 3 de enero de 1970 nació Fiore, la única hija que tuvo de su relación con Casale, de quien se separó en 1972. Inició una breve relación con la actriz Marilú Tolo durante el rodaje de Los cinco días (1973), y un año después empezó un romance con Daria Nicolodi, actriz que interpretó uno de los papeles principales en Profondo rosso. Asia, su segunda hija, nació el 20 de septiembre de 1975.
Aunque Nicolodi trabajó con Argento en el desarrollo de la historia de Suspiria, este último decidió dar el papel principal de Suzy Banyon a la estadounidense Jessica Harper por razones de distribución, pese a que Nicolodi estuvo interesada en interpretarlo desde un principio. Esto generó la primera ruptura de la relación, y aunque hubo una reconciliación posterior, ambos decidieron separarse a mediados de la década de 1980.
Justo antes del rodaje de Phenomena, el director empezó a sufrir de agotamiento y de aversión a la comida, por lo que pasó un tiempo en la clínica Bircher-Benner de Zúrich para tratar sus desórdenes alimenticios. A partir de entonces abandonó el alcohol y se sometió a una dieta vegetariana, aunque durante su estancia en los Estados Unidos a comienzos de los años 1990 volvió a consumir carne. En su libro confesó que fumó cigarrillos «desde los treinta hasta los setenta años», y que consumía marihuana o hachís todos los días hasta que se le diagnosticó asma bronquial y debió abandonar ese hábito. Durante la filmación de Profondo rosso probó la cocaína por primera vez, pero a finales de la década de 1970 la dejó por completo cuando empezó a sentir efectos secundarios indeseados. Manifestó que nunca tuvo problemas serios derivados del consumo de drogas, y que no las necesitaba para activar su creatividad.
En su libro reveló que es partidario de las ideologías políticas de izquierda y que durante su juventud era seguidor del Partido Comunista Italiano y de la ya extinta organización extraparlamentaria Lotta Continua. Sin embargo, nunca se convirtió en miembro oficial del partido, lo que según él le permitió «esquivar las purgas internas». Su inclinación no era del agrado de sus padres, quienes se encontraban en el otro extremo del espectro político. Criado en el catolicismo romano, solía compartir con su abuela Laudomia «las oraciones, el rosario y el rito de la comunión».

## Controversias
Las películas de Argento no han estado exentas de controversia y censura, especialmente por las escenas de violencia que exhiben algunas de ellas. Al ser las mujeres las víctimas más comunes de los asesinatos que muestra en la pantalla, se le ha acusado de misoginia prácticamente desde el comienzo de su carrera. En su libro explicó: «En mis películas mato a más mujeres porque las quiero más. Me encanta trabajar con ellas, conecto con ellas, así que es instintivo para mí poner a las mujeres en el centro de una acción crucial». Muchos de sus filmes fueron vetados en algunos países o sufrieron ediciones y cortes para reducir el contenido violento, algo con lo que, según el director, ha tenido que luchar toda su vida. En Paura afirmó que su batalla contra la censura se remonta a su niñez, cuando su abuela Laudomia no le permitía ver ciertas cintas que consideraba no aptas para su corta edad. También confesó que siempre ha preferido la censura preventiva —aplicada al guion o durante la etapa de montaje—, al recorte de una película finalizada, algo que a su entender afecta el valor artístico de la obra:

Recortes irracionales para reducir la prohibición a los menores, copias masificadas para permitir un espacio televisivo protegido o supresión de secuencias enteras o de líneas de diálogo consideradas «incómodas», dan como resultado un irracional, cuando no incomprensible, desarrollo de los acontecimientos narrados en el transcurso de la historia.

Como represalia a las reseñas negativas y a la censura, Argento decidió ampliar su cuota de asesinatos en pantalla en Tenebrae (1982). En uno de ellos, el personaje interpretado por la actriz Veronica Lario es brutalmente mutilado con un hacha, en una escena que muestra enormes cantidades de sangre manando de su brazo amputado. Aunque inicialmente la toma fue editada, tras el matrimonio de Lario con el político y magnate de los medios Silvio Berlusconi en 1990, la película dejó de transmitirse en la televisión italiana. Según el escritor Alan Jones, Berlusconi «no quería que el público viera [a Lario] tan explícitamente asesinada, aunque fuera en una película del principal experto en terror de su país».
Tras el estreno de La terza madre (2007), las acusaciones de misoginia se intensificaron. Una escena en particular, que muestra el empalamiento de una mujer, generó la reprobación de críticos como Michael Koresky de IndieWire, quien afirmó en su reseña: «Cuando Argento considera oportuno castigar a una pareja de lesbianas con heridas punzantes en los pechos y una gran barra de hierro fálica entre las piernas, hay que dejar de pasar por alto la misoginia del cineasta en favor de algún tipo de defensa auteurista equivocada». Mick LaSalle también censuró este tipo de violencia en su recensión para el San Francisco Chronicle.
En junio de 1985, Argento fue detenido en su casa en Roma y trasladado a una prisión, donde pasó dos noches. En su autobiografía aclaró que dicho incidente ocurrió porque la policía de narcóticos incautó un sobre cerrado con cuatro gramos de cocaína que provenía de Perú e iba dirigido a su domicilio en la Piazza dei Martiri di Belfiore, aunque nunca supo la identidad del remitente. Fue liberado después de una inspección a sus propiedades, en la que las autoridades no encontraron nada que lo relacionara con el tráfico de drogas.

## Legado
| «Es cierto que mi influencia es muy grande, pero no solo en el cine italiano, sino en el slasher de los años 1980 en Estados Unidos, en Brian De Palma o John Carpenter, sino también en el moderno cine asiático, ya sea en Corea del Sur, Taiwan o Hong Kong [...] Mi cine ha recorrido el mundo como una serpiente, y lo digo sin ánimo de presumir».—Argento acerca de su influencia como cineasta. |

Su obra es considerada como influyente dentro de los géneros cinematográficos del terror y el suspenso. Durante una entrevista en 2012, el cineasta afirmó que no solamente ha servido como influencia en el cine italiano, sino que ha logrado traspasar las fronteras y ser una referencia para el cine slasher estadounidense de la década de 1980 y para el cine de terror asiático moderno. Aunque a Mario Bava se le atribuye la creación del cine giallo con su película La muchacha que sabía demasiado (1963), a Argento se le reconoce como el encargado de popularizar el género a nivel internacional, y ha sido llamado el «maestro del terror italiano» o el «Alfred Hitchcock italiano».
John Carpenter mencionó a Suspiria como una de sus cinco películas favoritas de todos los tiempos, y le confesó a Argento que se inspiró en la música de Profondo rosso al momento de componer el tema principal de su filme Halloween (1978). Quentin Tarantino definió como «absolutamente emocionante» su experiencia al ver Profondo rosso en una sala de cine durante su adolescencia. Stephen King le contó al cineasta que disfrutó de Suspiria y que la escena en la que caen larvas del techo lo impresionó, e incluso la mencionó en su ensayo Danza macabra (1981). Por su parte, Eli Roth incluyó a El pájaro de las plumas de cristal, Profondo rosso y Suspiria dentro de su lista de las mejores películas slasher de la historia.

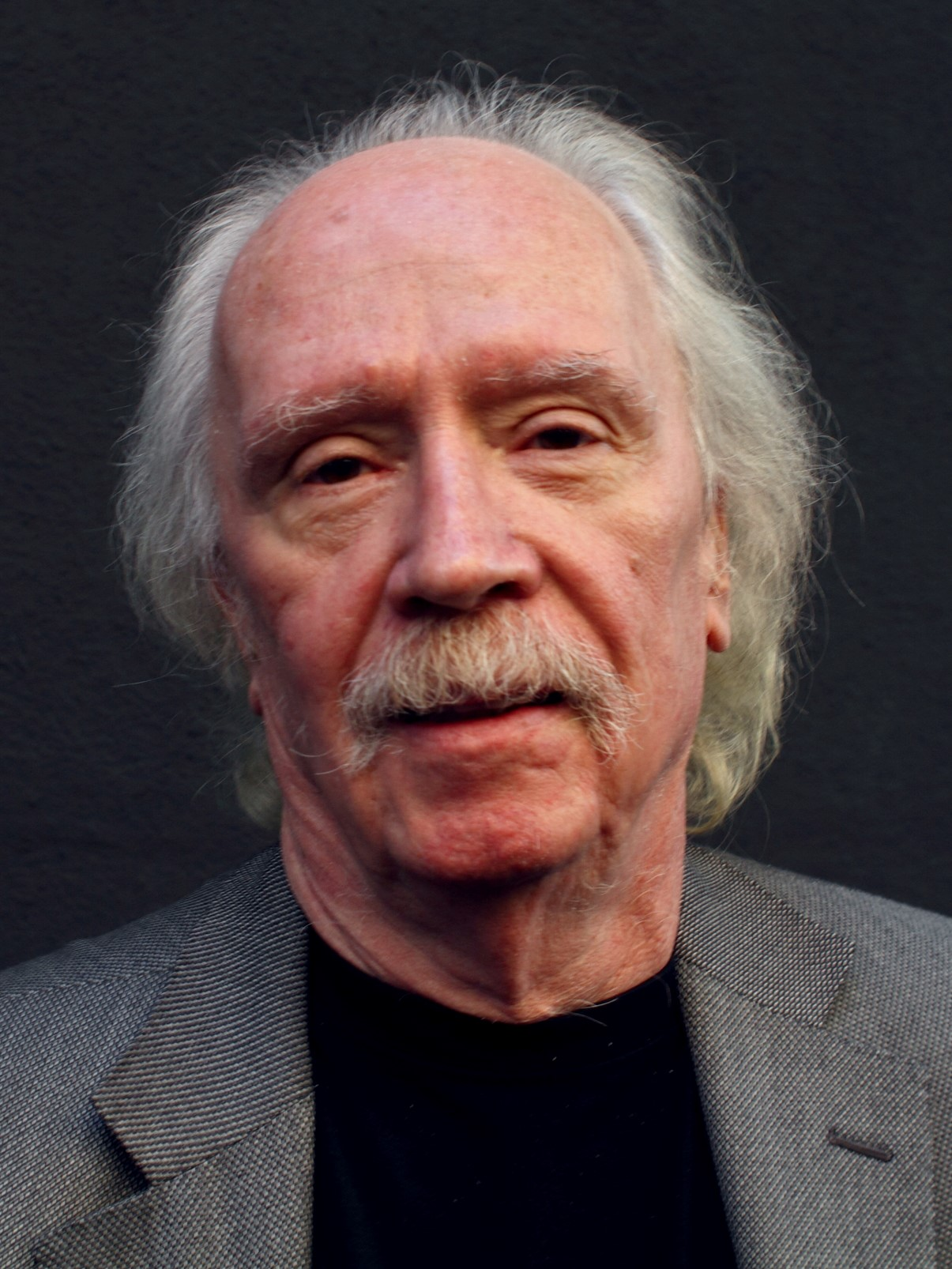
El estadounidense John Carpenter se basó en la banda sonora de Profondo rosso para componer la música de Halloween (1978).

En 2017, el director mexicano Guillermo del Toro lideró una campaña para llevar nuevamente a las salas de cine a Suspiria, la cual definió como «una obra de pura locura y alegría cinematográfica» y como una película que «se apodera del giallo y agrega algo nuevo que la convierte formalmente en una obra de arte poderosa e innovadora». El dúo de música electrónica Daft Punk manifestó su admiración por la obra del director en general, y se puso en contacto con él para trabajar en la banda sonora de Occhiali neri, aunque la colaboración no se materializó. La escritora japonesa Banana Yoshimoto considera a Argento como su cineasta favorito, y el músico de rock Alice Cooper incluyó a Suspiria dentro de sus películas de terror preferidas. La banda sonora de esta última sirvió como inspiración para la música de los filmes Beyond the Black Rainbow (2010) y The Void (2016), y el director Edgar Wright solía escucharla mientras escribía la historia de su película Shaun of the Dead (2004). La saga de videojuegos del subgénero de supervivencia Clock Tower, creada por Hifumi Kōno, se basó directamente en Phenomena. El nombre de la protagonista del juego es Jennifer, al igual que el personaje principal del filme de Argento. La marioneta de la franquicia de Saw utilizada por el personaje de Jigsaw, está inspirada directamente en un muñeco de cuerda que aparece en Profondo rosso.
El director italiano Luca Guadagnino afirmó en una entrevista con The Guardian que después de ver Suspiria en su juventud, soñó con hacer su propia versión. Pudo llevar a cabo el proyecto en 2018 con la participación de Dakota Johnson, Tilda Swinton, Mia Goth y Chloë Grace Moretz en los papeles principales, aunque su historia difirió en varios aspectos de la original. Guadagnino manifestó que, más que una adaptación, se trata de «un homenaje a la increíble emoción que sintió al verla». Por su parte, Argento expresó sus reservas al respecto al afirmar que su colega traicionó el espíritu de la película original.
Medios como las revistas Far Out y PopMatters y las páginas CBR y Fandango lo incluyeron en sus listas de los mejores o más influyentes directores de terror de la historia. El portal Rotten Tomatoes añadió cinco de sus filmes en su lista de las 200 mejores películas de terror de todos los tiempos, y la página de cine independiente IndieWire agregó a Inferno, Suspiria y Profondo rosso en su listado de las mejores cintas de terror de la historia. La revista Harper's Bazaar incluyó a Suspiria en su ranking de las 55 películas más aterradoras, mientras que Esquire la colocó junto con Profondo rosso en su lista de los 65 filmes más aterradores de todos los tiempos. Empire por su parte la ubicó en la duodécima posición de su ranking de las cincuenta mejores películas de terror. En la lista de las 25 mejores películas de terror de la historia elaborada por la página Screen Rant, Inferno ocupó la séptima casilla, y en el libro 1001 películas que hay que ver antes de morir aparecieron listadas Suspiria y El pájaro de las plumas de cristal.
Asimismo, su carrera ha servido como referencia para la publicación de documentales como El mundo de horror de Dario Argento de Michele Soavi (1985), Dario Argento: An Eye for Horror de Leon Ferguson (2000) y Dario Argento: soupirs dans un corridor lointain de Jean-Baptiste Thoret (2019); y de libros biográficos como Dario Argento: il brivido, il sangue, il thrilling de Fabio Giovanni (1986), Art of Darkness: The Cinema of Dario Argento de Chris Gallant (2000), Profondo Argento: The Man, the Myths and the Magic de Alan Jones (2004), Confessioni di un maestro dell'horror de Fabio Maiello (2007), Dario Argento de James Gracey (2010) y La paura, la vittima, il colpevole de Katia Amadio (2019).

## Premios y nominaciones
Argento ganó el Globo d'oro por El pájaro de las plumas de cristal en la categoría de mejor ópera prima en 1970, y cosechó una nominación a los Premios Edgar un año después a mejor película por su trabajo en el mismo largometraje. En el Festival de Cine de Islas Feroe de 1975 recibió una nominación al premio Golden Train y un año después obtuvo la medalla de oro al mejor director en el Festival de Cine de Sitges, ambas por Profondo rosso. En el Festival Internacional de Cine Fantástico de Oporto logró nominaciones al premio internacional de cine fantástico por su labor en los filmes Phenomena y Opera, en 1986 y 1990 respectivamente. En 2006 recibió una nominación al mejor telefilme por ¿Te gusta Hitchcock? durante los Premios Sant Jordi de Cinematografía y en 2013 fue nominado al premio de la audiencia por Drácula 3D en el Festival Internacional de Cine de Chicago.
También ha recibido galardones especiales por su trayectoria artística en eventos como los premios Flaiano y CinEuphoria, y en los festivales de cine de Oporto, Locarno, Ámsterdam y Manila. En 1985 el Fantafestival lo galardonó con el premio especial FantaItaly, mientras que en 1999 recibió el premio honorífico Máquina del Tiempo en el Festival de Sitges y un año después el premio Maverick del Festival Cinequest de San José. En la gala del Festival de Cine de Capri recibió el Premio Capri Legend en 2010, y en 2014 se le otorgó el Premio Maestro del Cine Fantástico en el Festival Nocturna de Madrid. En 2019 le fue otorgado el premio especial a su carrera artística durante los Premios David de Donatello, y en octubre de 2022 recibió el Gran Premio Honorífico en el Festival de Sitges.